# Bronzi del Luristan

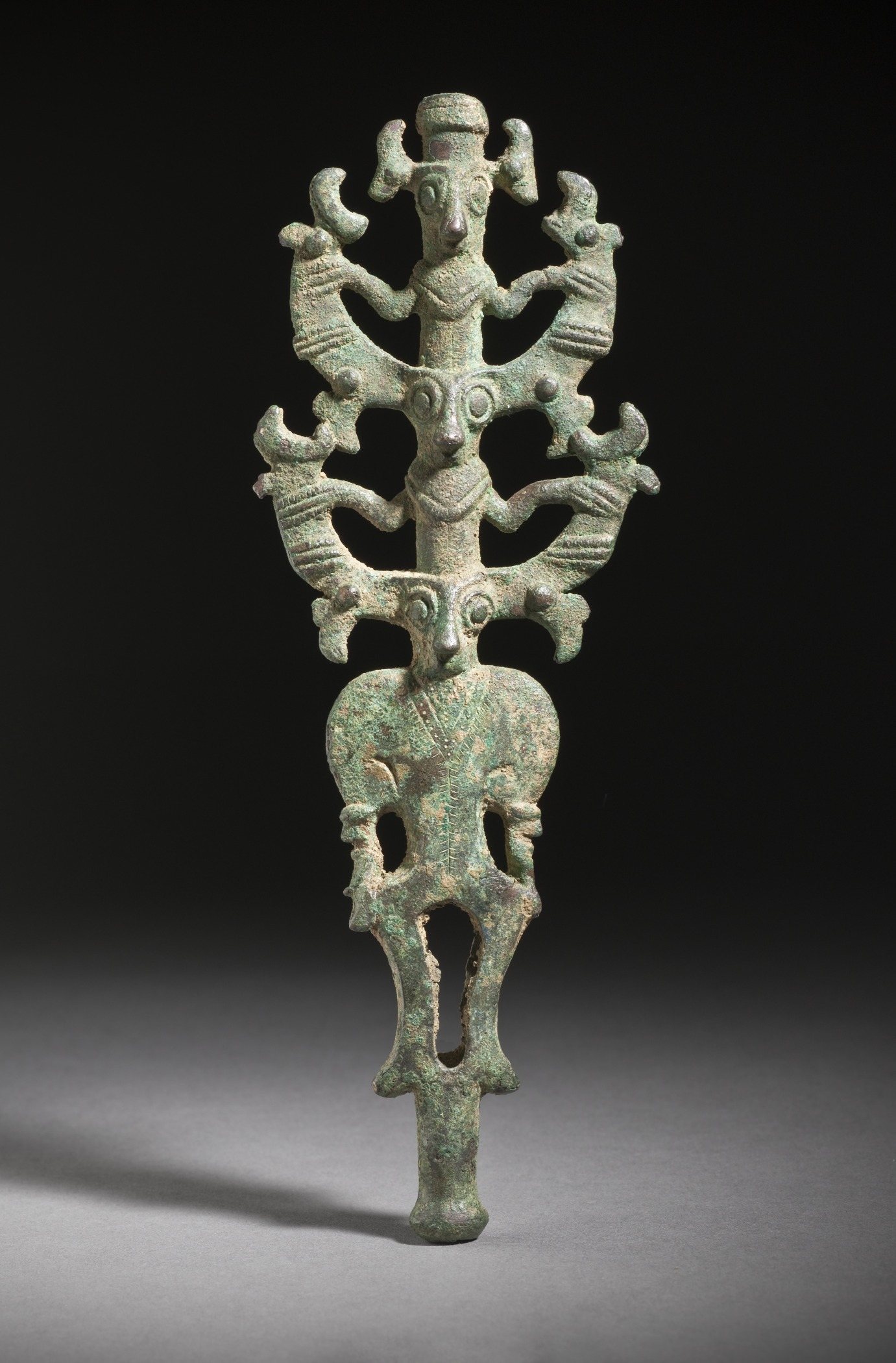
Uno dei distintivi tipi "canonici" di bronzo del Luristan, il "signore degli animali", qui su due livelli, che mostrano una "unione zoomorfa"; alta 20 cm.

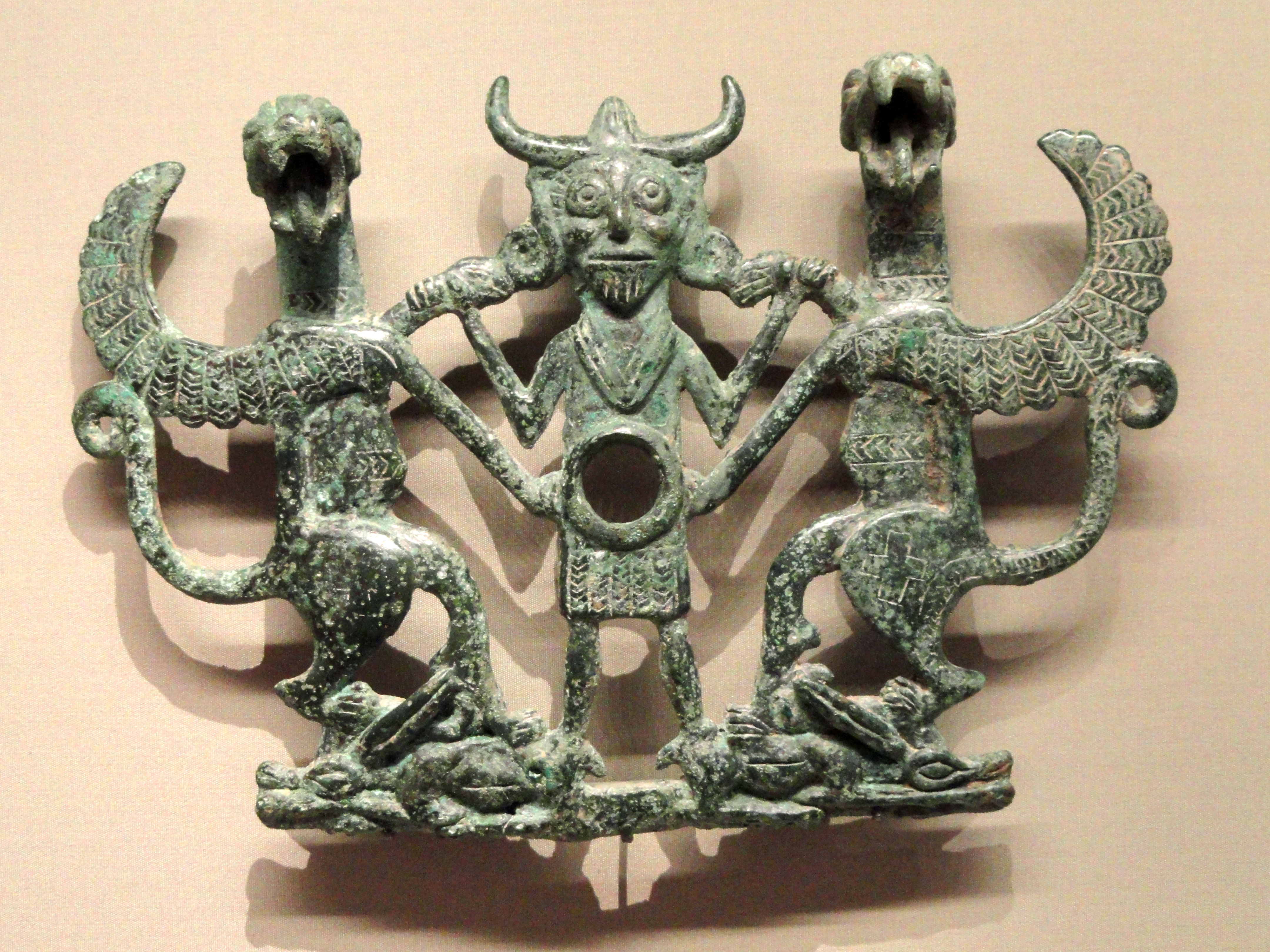
Morso per cavallo con motivo "signore degli animali", circa 700 a.C.

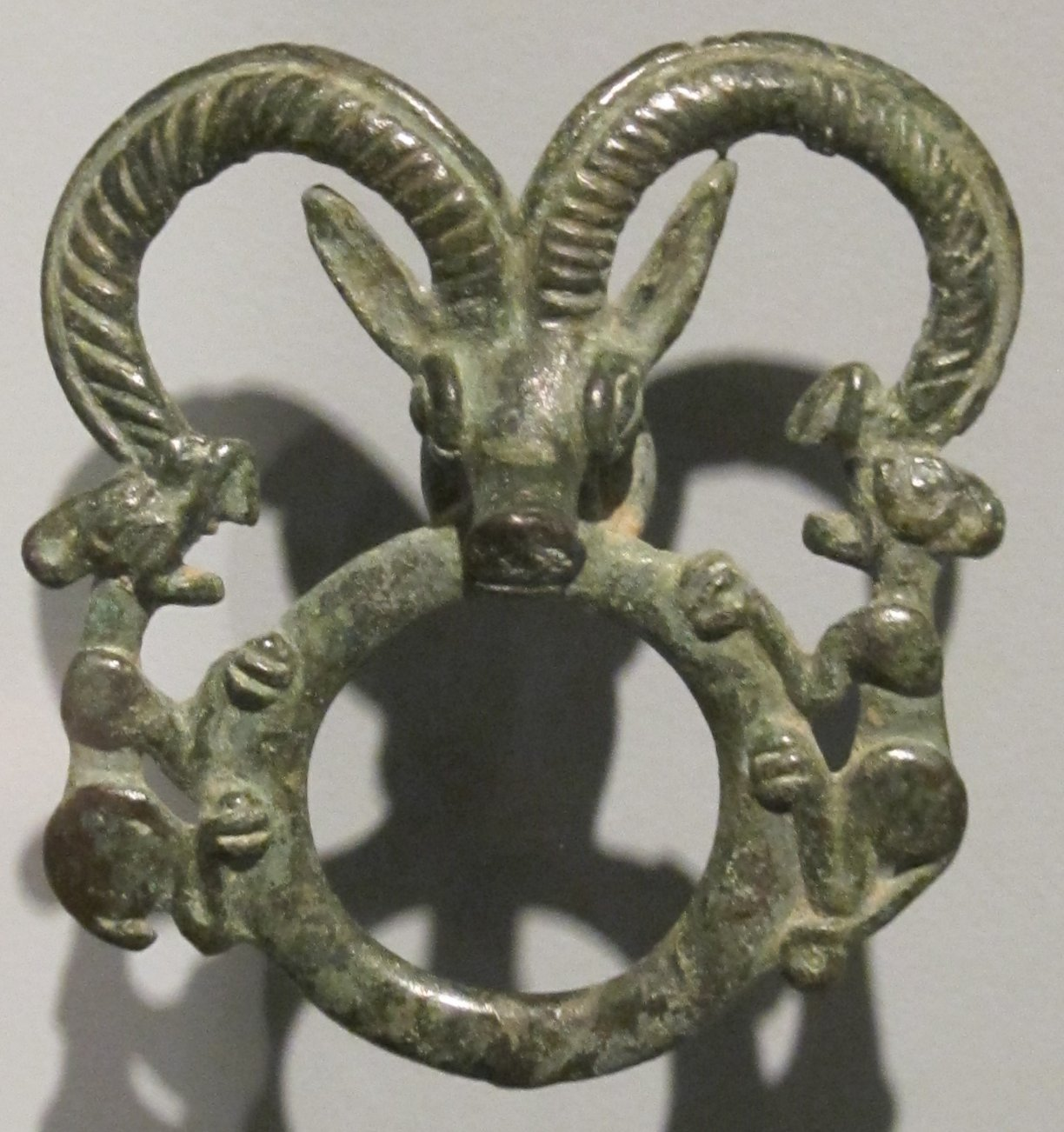
Anello con stambecchi e felini

I  bronzi del Luristan (raramente "Lorestān", "Lorestāni" ecc. in fonti in lingua inglese) sono piccoli oggetti in bronzo, ottenuti per fusione, risalenti alla prima età del ferro e ritrovati in grande quantità nella regione storica del Lorestan e del Kermanshah nell'Iran centro-occidentale. Comprendono un gran numero di ornamenti, utensili, armi, finimenti per cavalli e un piccolo numero di vasi tra cui situle, e quelli ritrovati in scavi di cui si hanno notizie, si trovavano generalmente nelle sepolture. L'etnia di coloro che li hanno realizzati rimane poco chiara, anche se potrebbero essere stati persiani, forse in relazione alla moderna etnia Lur che ha dato il nome alla zona. Risalgono ad un periodo stimato tra il 1000 e il 650 a.C.
I bronzi tendono ad essere piatti e traforati, come il relativo metallo di arte scita. Rappresentano l'arte di un popolo nomade o transumante, per il quale tutti i beni necessari dovevano essere leggeri e portatili, e gli oggetti, come armi, pinnacoli (forse per tende), finimenti di cavallo, spille, tazze e piccoli accessori sono altamente decorati sulla loro piccola superficie. Sono comuni le rappresentazioni di animali, specialmente capre o pecore con grandi corna, e le forme e gli stili sono distintivi e inventivi. Il motivo "signore degli animali", mostrante un essere umano che afferra due animali disposti di fronte, è abbastanza comune ma normalmente molto stilizzato. Esiste anche una versione femminile del motivo "signore degli animali".

## Scoperta
I bronzi del Luristan sono entrati del mercato dell'arte mondiale dalla fine degli anni 1920 e sono stati ritrovati in quantità considerevoli da parte di persone locali, "tribù selvagge che non incoraggiavano la concorrenza degli escavatori qualificati", che li inviarono, attraverso reti di venditori, ultimamente illegalmente, in Europa o negli Stati Uniti d'America, senza fornire informazioni sui contesti in cui erano stati trovati. Precedenti esempi sporadici di oggetti che raggiunsero l'Occidente erano stati trovati in vari luoghi, tra cui l'Armenia e l'Anatolia. C'è il forte sospetto che molte migliaia di pezzi provenienti dal commercio d'arte, comprendano alcuni falsi.
Dal 1938, numerosi scavi scientifici sono stati condotti da statunitensi, danesi, inglesi, belgi, e dagli archeologi iraniani sui cimiteri nelle zone comprese tra le valli Pish Kuh a nord e Pusht Kuh a sud del Lorestan; questi sono i termini per indicare il "fronte" occidentale e il "retro" orientale delle pendici della catena dei monti Kabīrkūh, parte del più ampio massiccio dei monti Zagros, che definiscono la regione dove i bronzi sembra siano stati trovati. Come questi cimiteri si colleghino agli insediamenti contemporanei rimane poco chiaro.
Un po' curiosamente, due pezzi molto caratteristici di bronzi del Luristan sono stati scavati nel mondo greco, a Samo e a Creta, ma nessuno in altre parti dell'Iran o del Medio Oriente.

## Contesto, datazione e stile

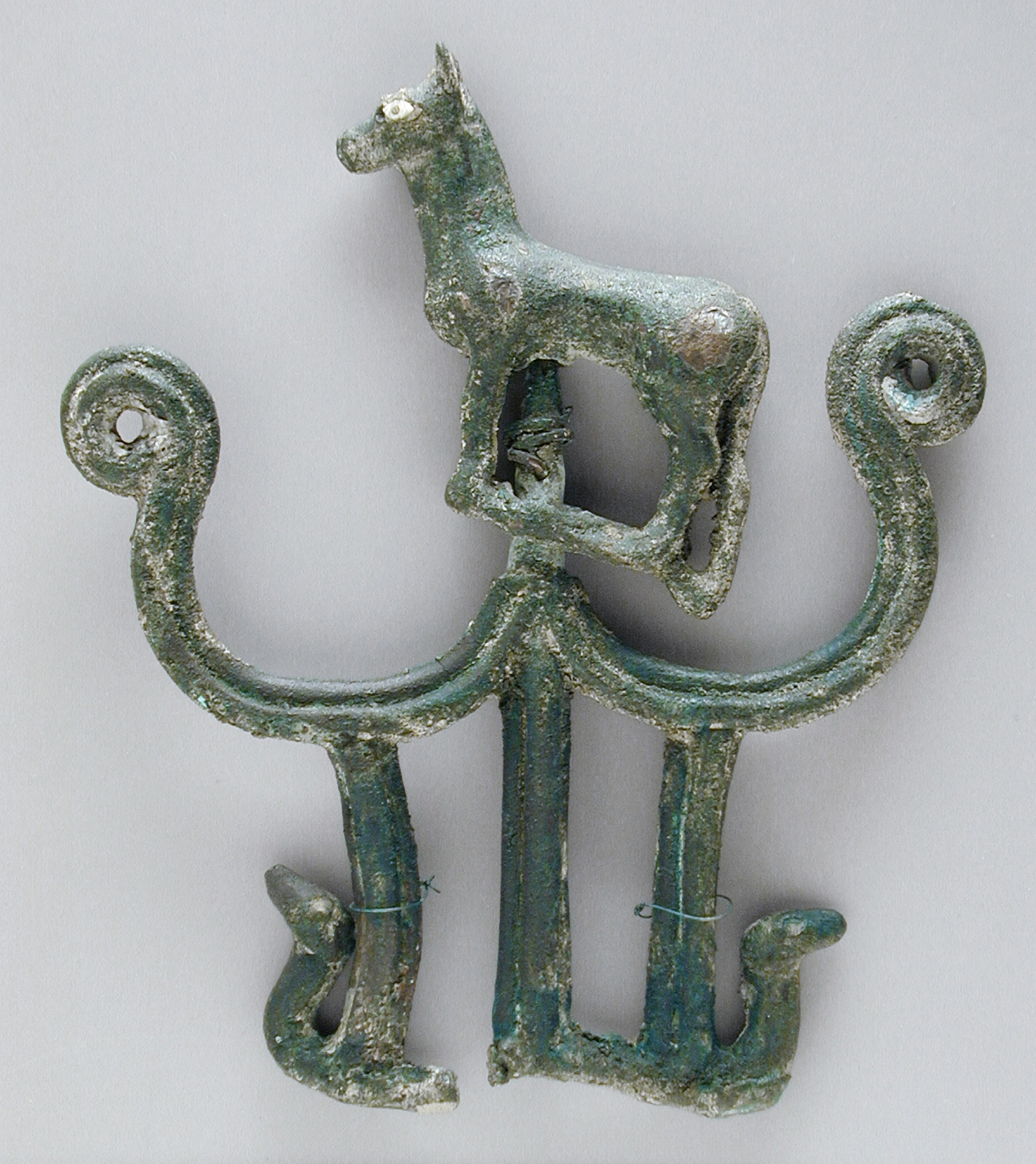
Un predecessore: antico cavallo elamita in bronzo fuso, circa 2600-2400 a.C.

Il termine "bronzo del Luristan" non è normalmente utilizzato per precedenti manufatti in bronzo del Lorestan, realizzati tra il IV millennio a.C. e l'età del bronzo (iraniana) (c. 2900–1250 a.C.), anche se sono spesso molto simili. Questi oggetti in bronzo precedenti, tra cui quelli dell'impero elamita, che comprendeva il Lorestan, erano molto simili a quelli trovati in Mesopotamia e nell'altopiano iranico, anche se, come nei pezzi successivi, gli animali sono un tema molto comune in piccoli pezzi di bronzo. Da un po' prima del periodo dei bronzi canonici, una serie di pugnali o spade corte si dice provenissero dal Luristan, con incisi i nomi dei re mesopotamici, forse riflettendo modelli per uso militare.
L'area, prima del periodo dei bronzi, era stata la culla dei Cassiti, che parlavano una lingua non-iranica, allora sotto il controllo degli iraniani di origine media. Per la maggior parte del periodo dei bronzi fu, almeno in teoria, una parte del neo impero assiro. Vista la regione di montagna, ciò che rimane in gran parte incerto è il significato dell'ascesa e della caduta di questi imperi; un cambiamento climatico prima del 1000 a.C. sembra avere influenzato in modo significativo l'area. I pochi pezzi attribuiti al Luristan, che portano iscrizioni, sono pezzi non registrati dal mercato antiquario.
Gli archeologi dividono i periodi di produzione dei bronzi in "Luristan tardo ferro" (periodo)  da I a III. Il "Luristan tardo ferro"  II fu meno produttivo e rimane poco chiaro. Le date per tali periodi "rimangono fluide", ma è possibile suggerire che il materiale del "Luristan ferro I" sia stato prodotto negli anni intorno al 1000 a.C., quello del "ferro II" intorno al 900/800-750 a.C. e quello del "ferro III" tra il 750/725-650 a.C..
Lo sviluppo stilistico dei pezzi si pensa derivare da raffigurazioni naturalistiche di esseri umani e animali verso la stilizzazione, anche se non è ancora chiaro se questa era una tendenza costante. Questo inverte la tendenza proposta da Michail Ivanovič Rostovcev, uno dei primi scrittori sui bronzi.

## Tipologia di oggetti

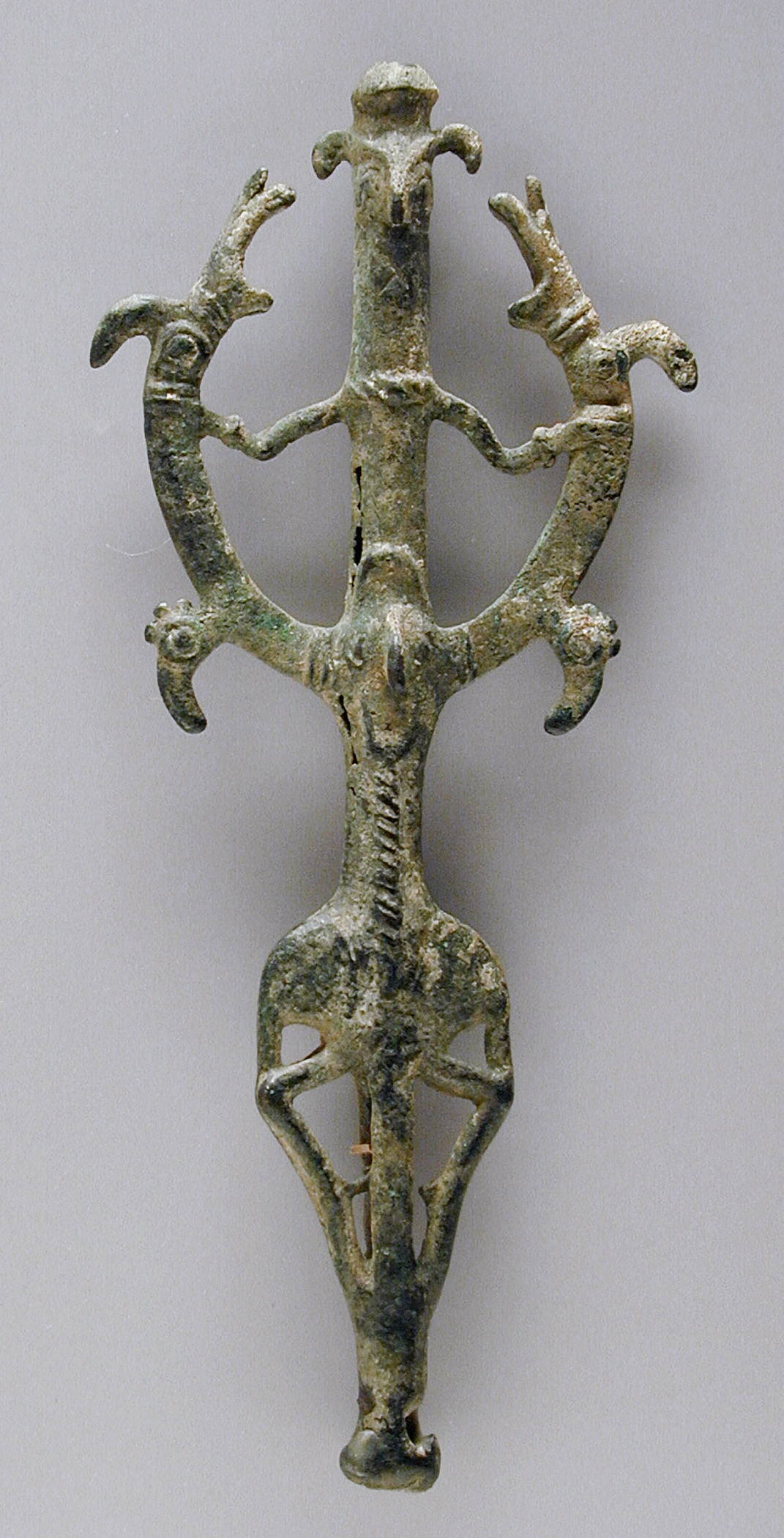
Serie Signore degli animali

Anche se vi è una vasta gamma di oggetti, alcuni tipi sono particolarmente comuni, distintivi e quindi "canonici".

### Pinnacoli per animali e oggetti classici
Tra i più caratteristici sono una serie di oggetti con una presa cava o anello aperto, progettati per essere fissati alla sommità di un palo o altro supporto verticale, spesso utilizzando un raccordo separato. Questi possono essere descritti come pinnacoli, oggetti classici e tubi; Muscarella e altri scrittori usano tutti questi termini, differenziandoli in base alla forma della sola loro decorazione. A differenza di altri tipi di oggetti, pochissimi di questo gruppo sono stati trovati dalle esplorazioni archeologiche. Essi potrebbero essere già stati utilizzati con elementi deperibili che non sono sopravvissuti, sia come decorazione aggiuntiva che per tenerli insieme. Sono state suggerite molte idee sulla loro funzione, senza essere giunti ad un consenso generale; un suggerimento persistente è che foglie o fiori e rami erano inseriti nelle parti sommitali. I numeri dei pezzi sopravvissuti suggeriscono che gli oggetti non erano rari, e potrebbero essere stati alla portata di molte famiglie.
Prendendo i gruppi in quella che oggi è generalmente considerata la loro ampia sequenza cronologica, i primi sono i "terminali animali", con due animali rampanti rivolti l'uno contro l'altro, in genere un paio di stambecchi dalle grandi corna (o capre, mufloni e pecore) o felini, uno di fronte all'altro con un tubo centrale o anelli aperti (in corrispondenza delle giunzioni della loro fronte e delle zampe posteriori). La capra aegagrus aegagrusis, specie selvatica locale di capra o di stambecco, era già addomesticata millenni prima; ha grandi corna ricurve con nervature tassellate. Rispetto ai tipi più tardi, gli animali sono più naturalistici, in particolare il gruppo degli stambecchi, anche se non così tanto poiché le loro specie precise possono essere molto facilmente determinate. In alcuni esempi le figure sono "demoni", con caratteristiche umane, tranne che per le loro grandi corna.
Il gruppo successivo è un tipo meno comune, spesso chiamato "idolo standard". Qui l'"animale pinnacolo", tipo felino, ha inoltre una testa umana staccata tra le due teste degli animali, tenuta dalle loro zampe anteriori. I disegni sono diventati traforati, con spazi chiusi formati dalla testa umana e dalla testa e dal collo di ogni felino, e altri nelle zampe posteriori. Il significato di questo gruppo non è chiaro, ma sembra semmai, per inversione, il senso del prossimo gruppo molto più comune, chiamato il "signore degli animali comuni".
Questi hanno una figura più completa, ora vista fino alla vita con una forma essenzialmente umana (tra cui quello che potrebbe essere divino e "demoniaco") tra i due animali, che si afferrano tra loro per formare il motivo del signore degli animali, già più antico di 2000 anni, a questo punto, e un pilastro della iconografia nell'arte mesopotamica. Ora le braccia degli umani, di solito si estendono per afferrare il collo degli animali. Tutte le figure sono altamente stilizzate, e spesso l'intera composizione viene ripetuta sotto, rivolta nella direzione opposta. I corpi di tutte e tre le figure tendono a fondersi a metà del tubo centrale, prima di divergere nuovamente agli arti inferiori. La "giuntura zoomorfa", dove il corpo di un animale si trasforma in un altro, è molto spesso vista, con un'ulteriore testa umana e coppia di teste di animali che compaiono a livello della vita della serie superiore delle figure. Questa seconda testa umana, spesso ha anche un corpo, e altre due teste di animali, in genere di galli.
Nel gruppo finale, chiamato  "tubi antropomorfi", questa figura inferiore, con proiezione di teste di gallo è tutto ciò che resta, o semplicemente la figura umana, di cui solo la testa può essere del tutto riconoscibile. Così i tipi semplici sono solo un tubo con un volto umano nella parte superiore, a volte una faccia di Giano con due teste schiena contro schiena, e forse alcune modanature semplici sul tubo. Se questi gruppi rappresentano in realtà uno sviluppo cronologico con un tipo successivo è poco chiaro. Altri tubi sono paragonabili, ma usano animali, piuttosto che le figure umane.

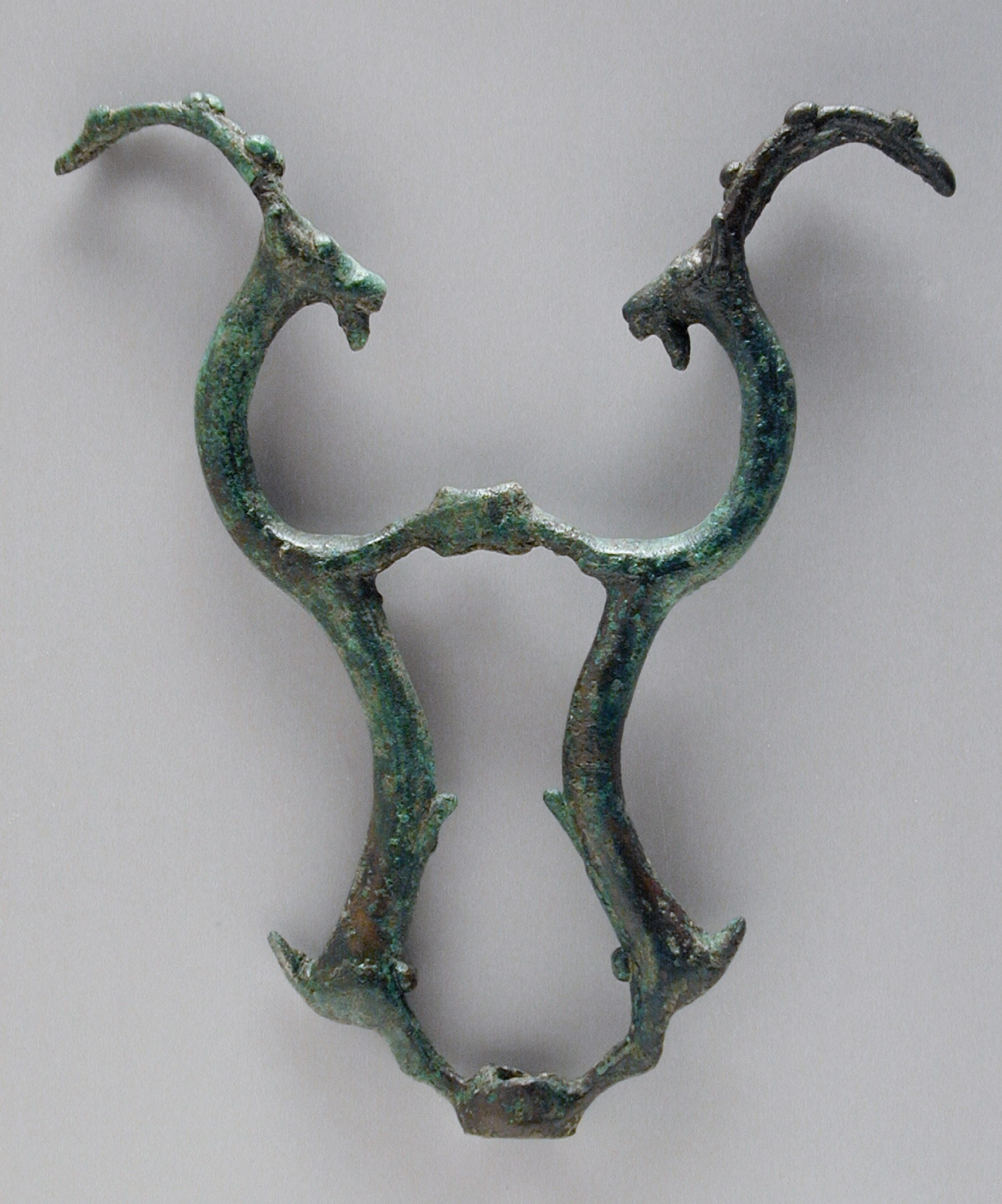
Puntoni di Ibex con anelli
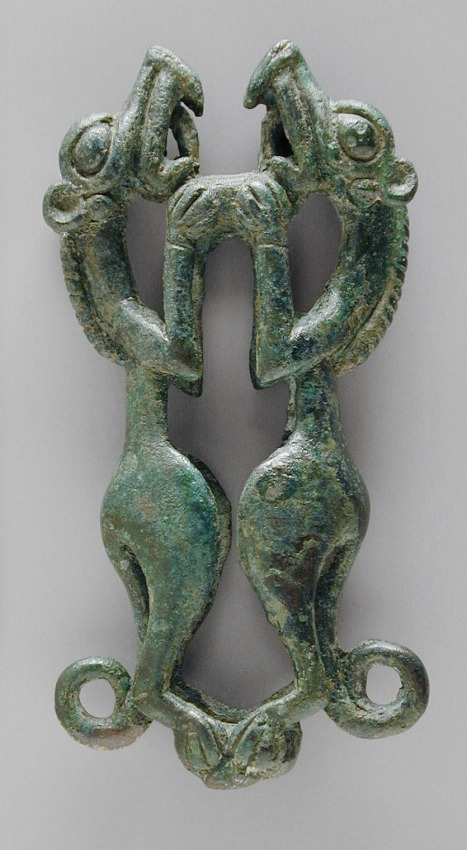
Puntoni di felini con anelli
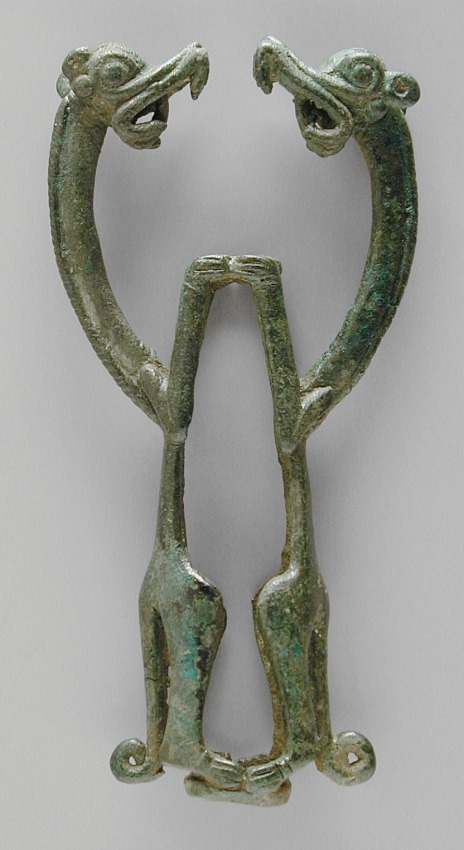
Puntoni di felini con anelli
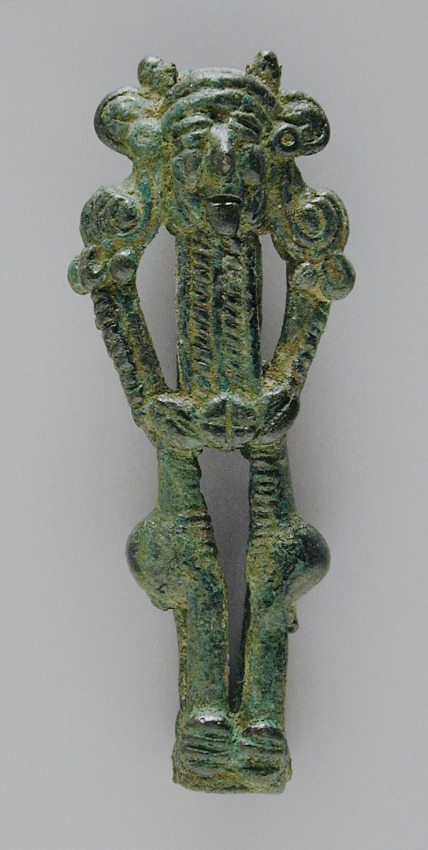
"Idolo classico"
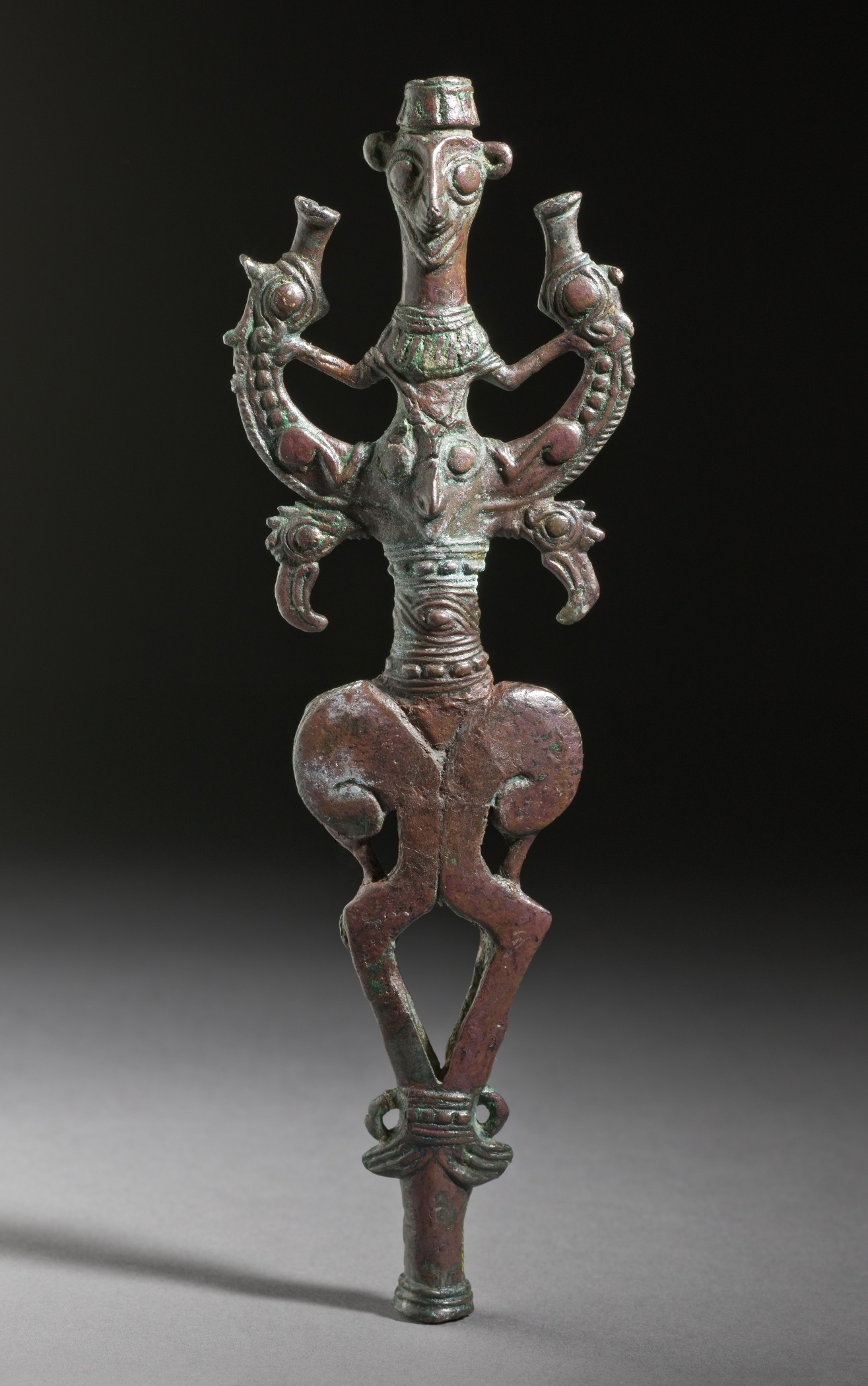
"Signore degli animali" classico
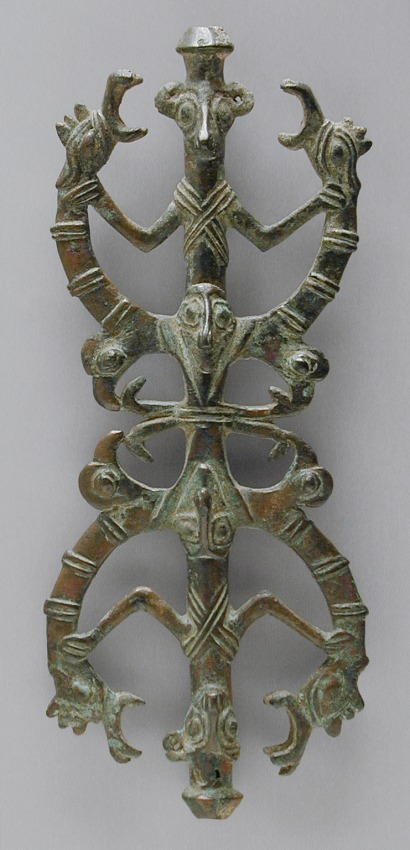
"Signore degli animali" classico, doppia composizione
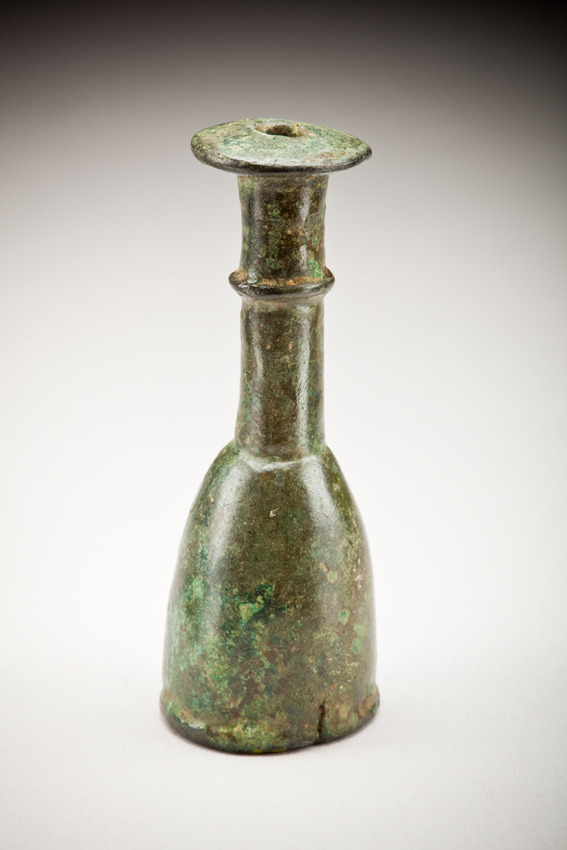
Supporto
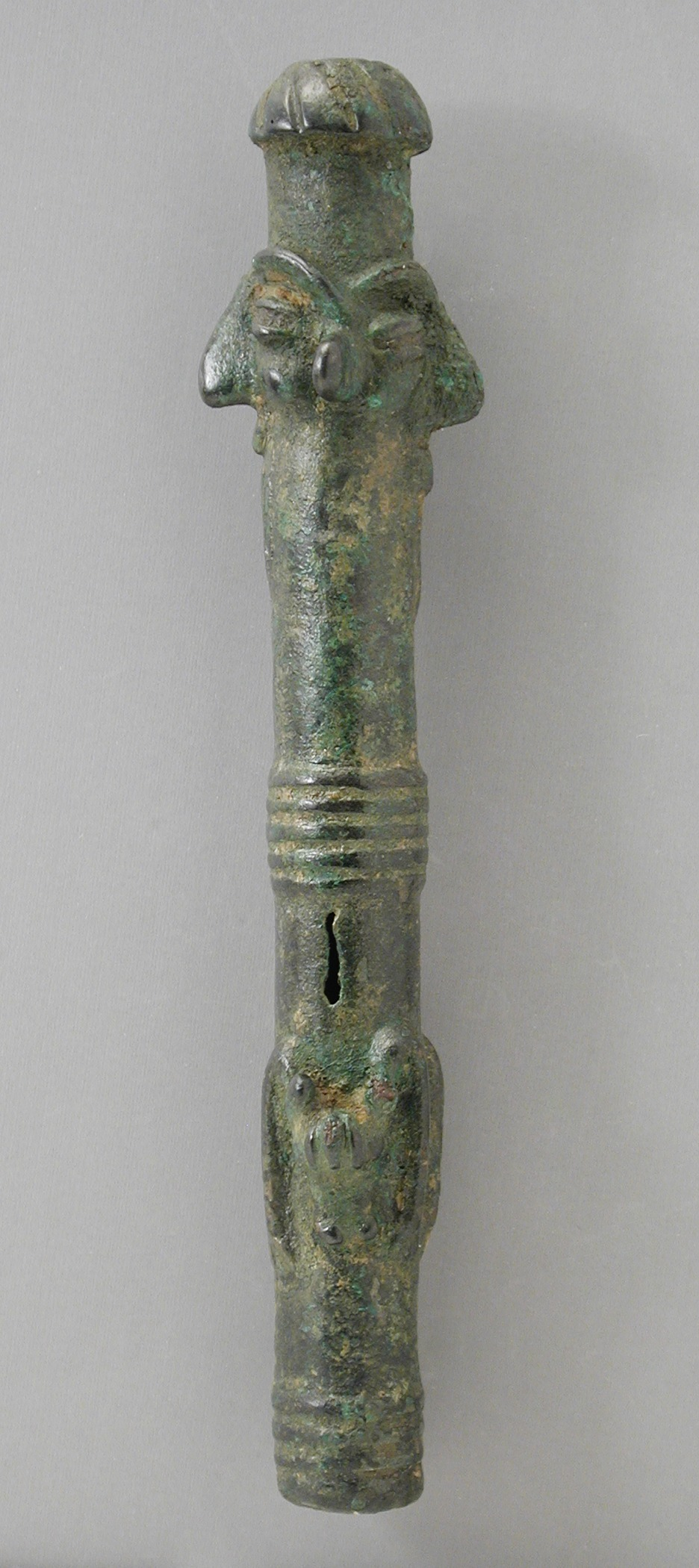
"Tubo antropomorfo"

### Morsi per cavalli

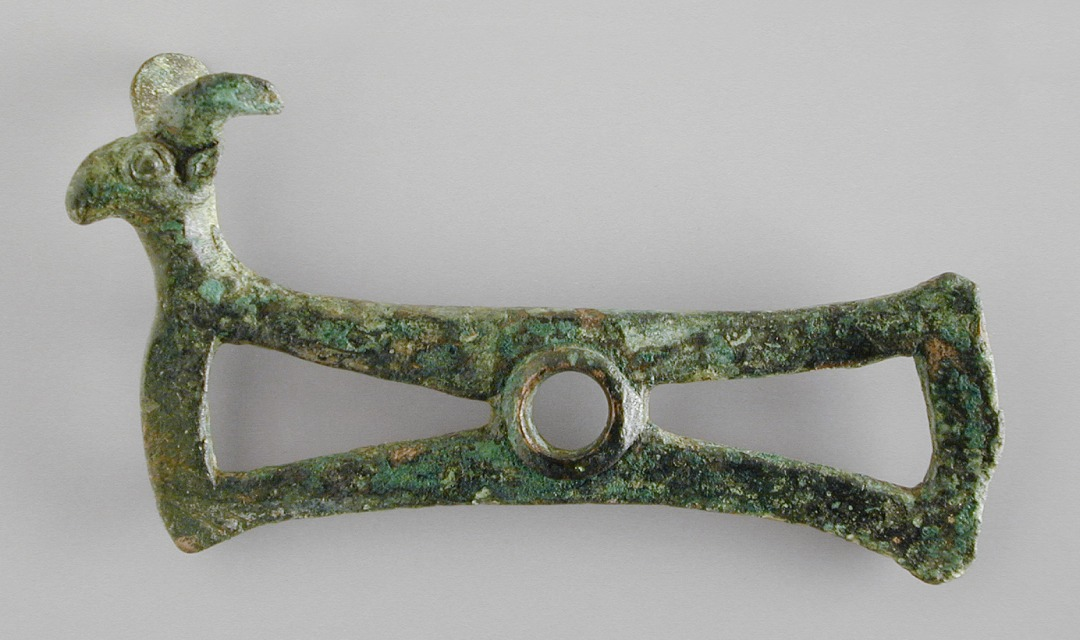
Alcuni morsi per cavallo hanno il corpo dell'animale ridotto ad un rettangolo.

Un'altra classe comune di bronzi è costituita da coppie di morsi per cavalli; una volta completati, questi sono dotati di una barra che li collega tra di loro ed entra nella bocca del cavallo. Ci sono spesso anelli nelle parti superiori e posteriori delle piastre, per fissare le cinghie da legare intorno alla testa del cavallo. Questi bronzi sono delle piastre piane aperte, con un foro centrale di rinforzo per il passaggio del boccaglio; in quei casi in cui sono stati trovati gruppi completi, sono tenuti in posizione da una barra boccaglio rivolta all'indietro.
I disegni sono vari, ma più comuni sono gli animali, molto spesso in versioni fantastiche con le ali, e il "signore degli animali". Altri soggetti includono carri, e un soggetto con due figure che fiancheggiano un oggetto che sembra un albero. Molti esempi sopravvivono come singoli pezzi, forse separati dopo che erano stati scavati.  La storia diffusa che i pezzi sono stati trovati spesso sotto le teste di uomini nelle sepolture non sembra essere vera. La maggior parte dei pezzi sono stati trovati in contesti non registrati, ma è noto un esempio di sepoltura di cavallo a Luristan; non è chiaro se fosse dello stesso periodo.
Anche se l'equitazione era molto praticata tra le élite del Vicino Oriente in quel tempo, poiché tutti utilizzavano un certo tipo di morso, questo stile di oggetto si trova solo nel Luristan. La barra rigida del boccaglio, garantita da un pezzo piegato, era alquanto insolita; altrove si trovavano boccagli più flessibili. Molti pezzi avevano delle piccole punte sul retro delle piastre; si ritiene che questi erano utilizzati sia per controllare il cavallo, che per fissare platorelli di materiale più morbido.

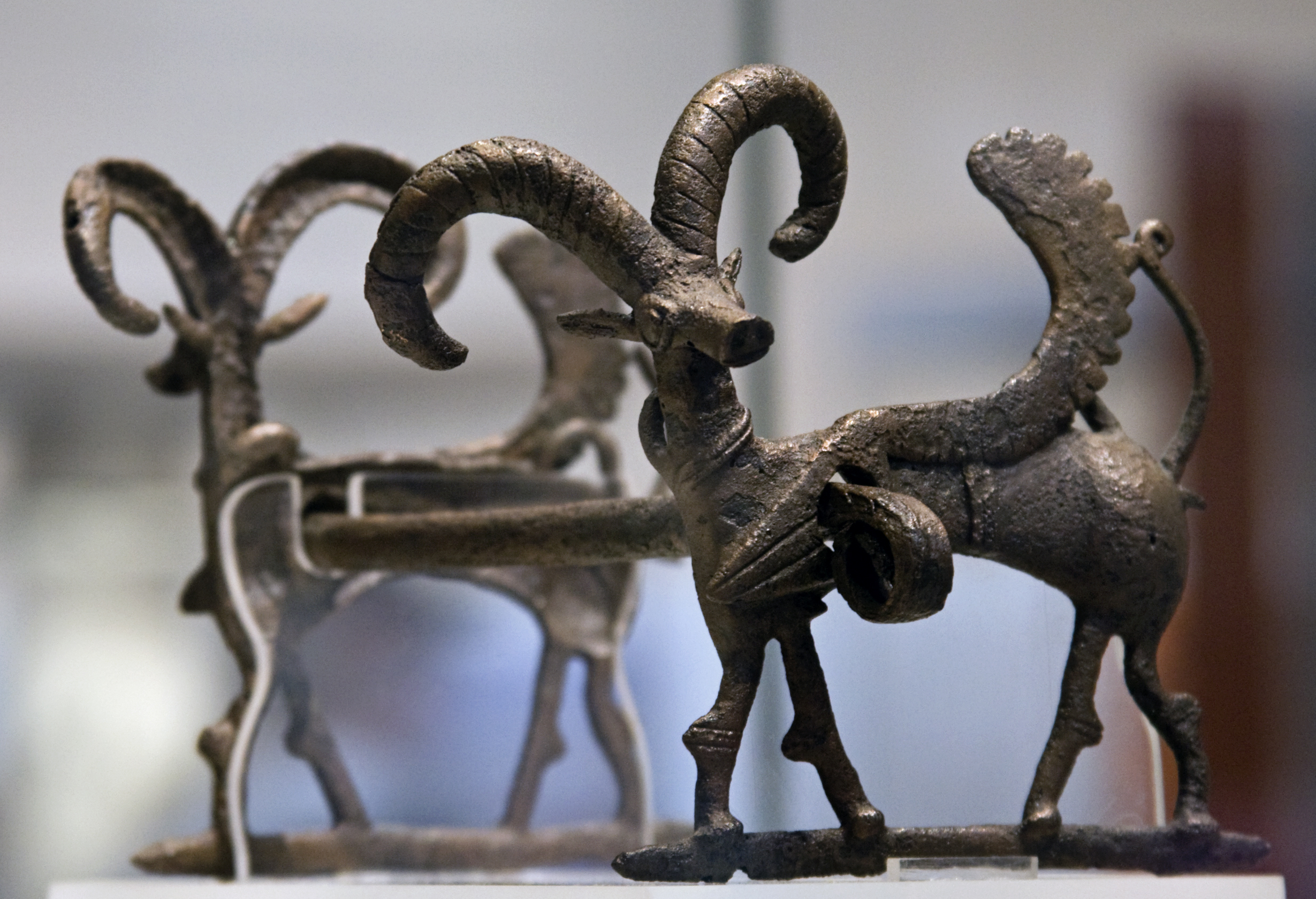
Coppia di testiere con morso rigido; si può notale l'anello alla fine del tronco
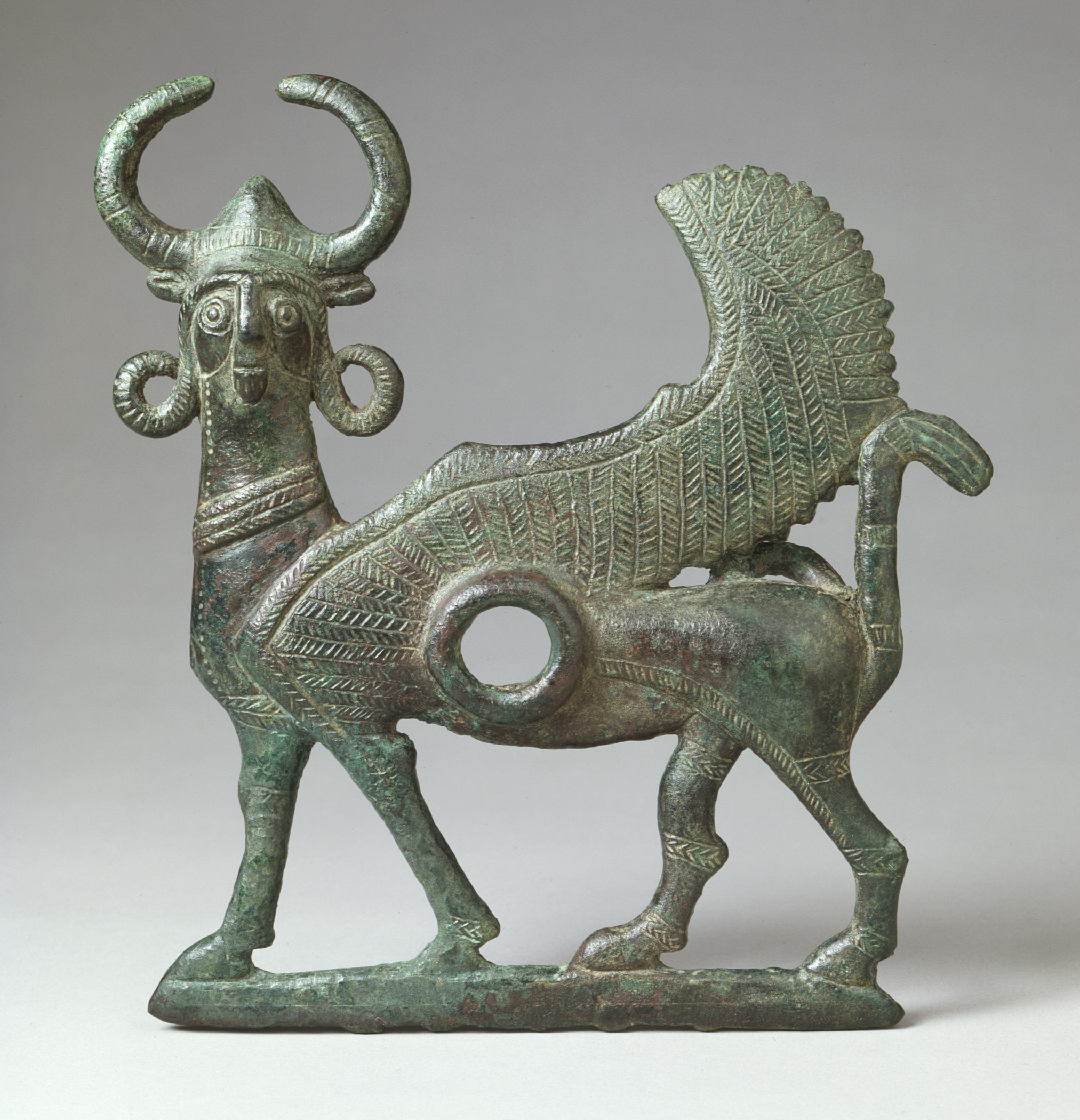
Corpo unico con sfinge alata
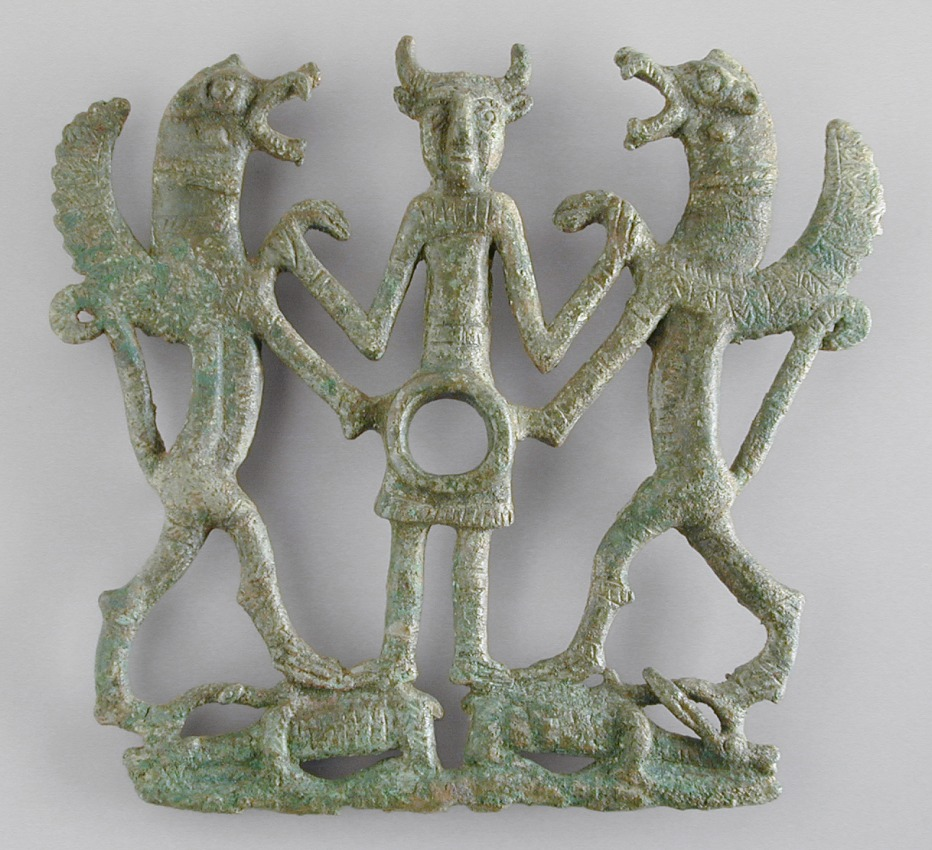
Signore degli animali
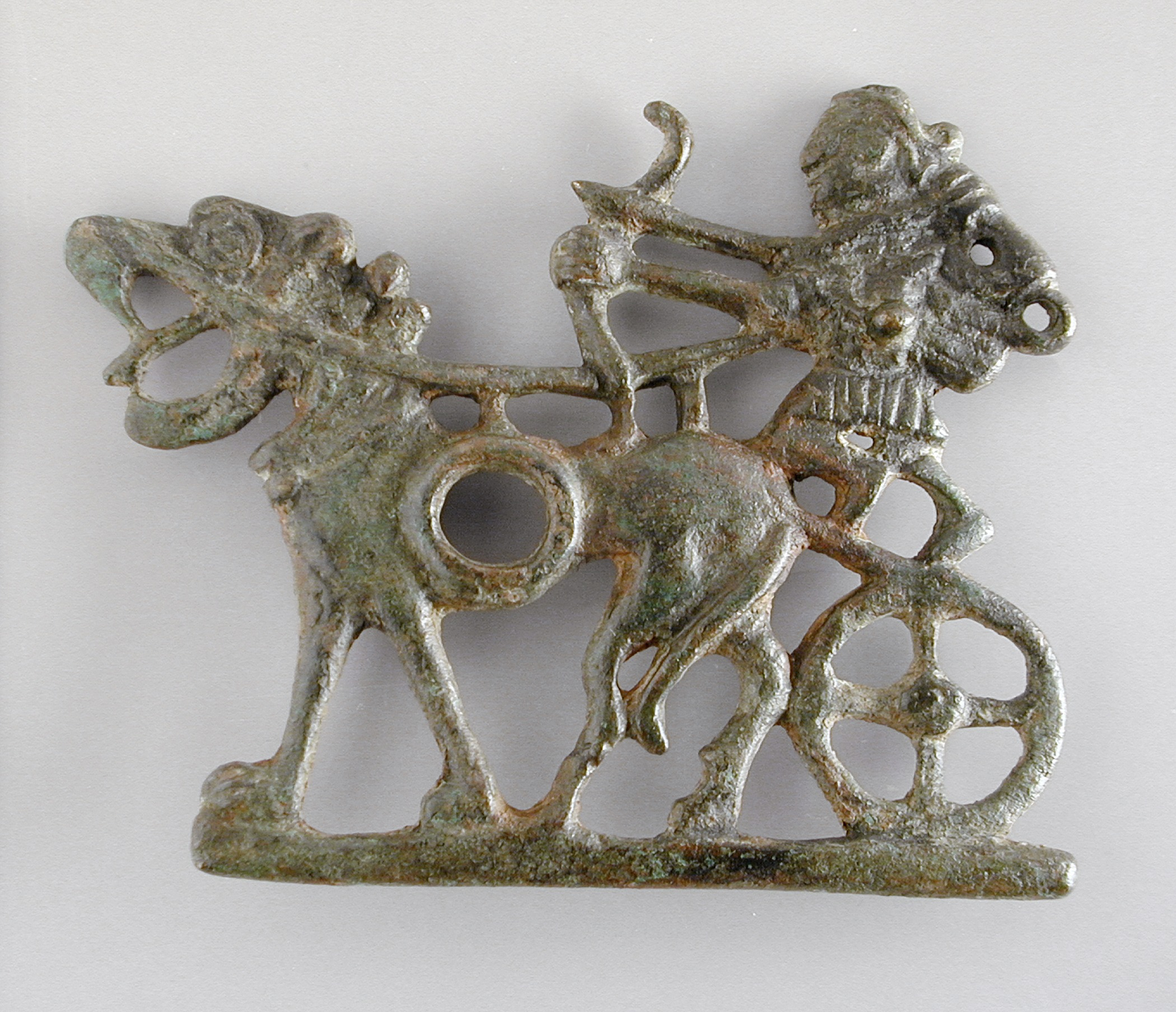
Carro

### Capocchie di spille

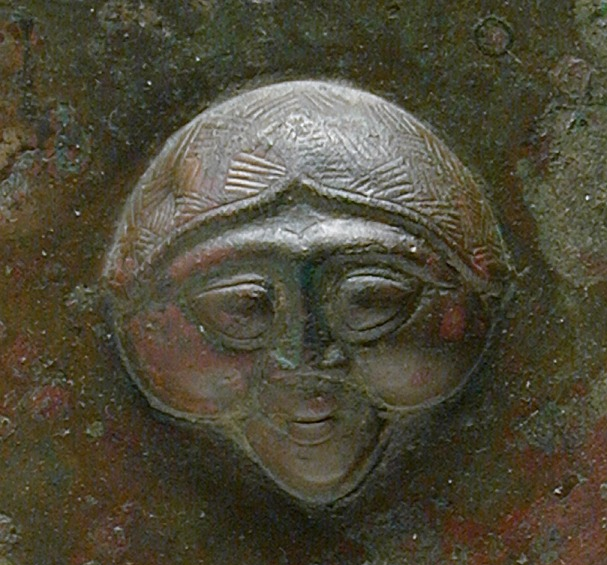
Volto di spilla non decorato.

Grandi teste di spille decorate sono il terzo tipo comune e distintivo di bronzi del Luristan, cadendo in due gruppi distinti: i disegni scultorei e traforati, utilizzano molto il repertorio iconografico di altri tipi di oggetti, sono piatti, normalmente rotondi, con testine nel disco. Il loro utilizzo è incerto; probabilmente erano entrambi utilizzati come offerta votiva, come suggeriscono i numeri trovati nel tempio degli scavi a Surkh Dum, ma anche indossati come decorazioni o per il fissaggio dei vestiti. Altri usi sono stati ipotizzati.  Questi non sono stati trovati nelle tombe scavate. Teste di spille in osso e ceramica sono state trovate anche a Surkh Dum.T
Le teste di spille erano realizzate in lamiera lavorata a sbalzo, con incisioni e altre tecniche, in modo diverso dalle tipologie sopra descritte, che erano in fusione. Molti disegni sono basati su una grande faccia, e in generale gli umani prevalgono sugli animali nelle decorazioni; un'altra differenza rispetto agli altri tipi. Il diametro del disco è tipicamente tra 6 e 9 centimetri, e l'intera spilla e la testa misurano fino a circa 20 centimetri. Simili disegni di grandi dimensioni del viso si trovano su alcune altre placche di scopo incerto.
Le facce sono per lo più arrotondate per riempire uno spazio circolare, e possono rappresentare una femmina. Mancano di barba, e alcune figure intere sono chiaramente femminili, sedute con le gambe aperte in modo da far vedere una vulva, forse mostrata in occasione del parto; in altre spille questo è chiaramente rappresentato. Questi pezzi sono presumibilmente votivi per la fertilità. Gli occhi sono, a volte, intarsiati in bianco, con un punto nero al posto della pupilla. La faccia può occupare la maggior parte del disco, o essere piccola, al centro di un ampio bordo con altri soggetti. Altri disegni dispongono di una vasta gamma di argomenti, con alcuni motivi puramente decorativi, e altri con scene complesse, soprattutto religiose, scene con molte figure ("strano l'aspetto di demoni e animali apparentemente coinvolti in attività cultuali e mitologiche", come Muscarella li descrive).

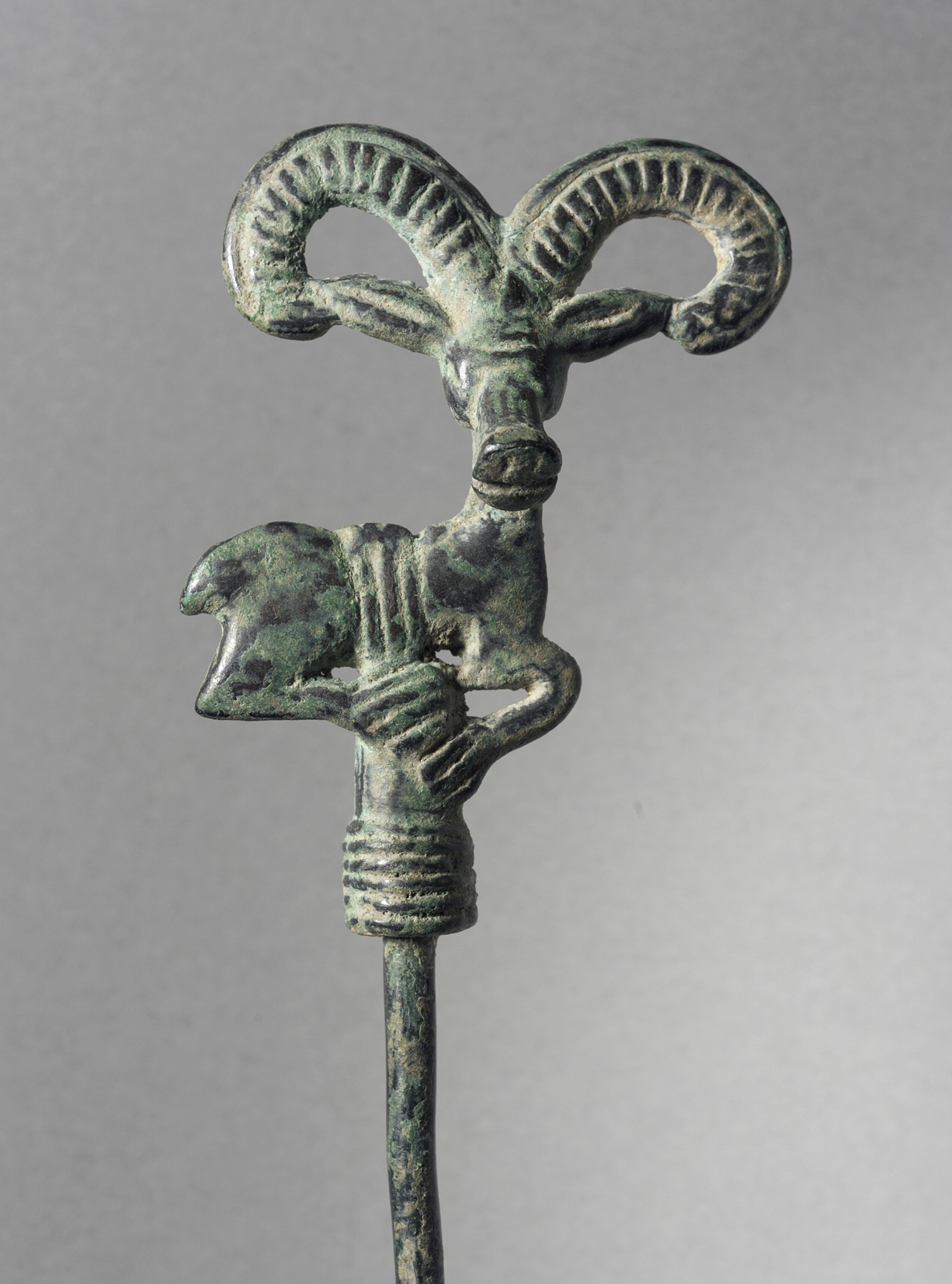
Testa di spilla con Ibex o muflone
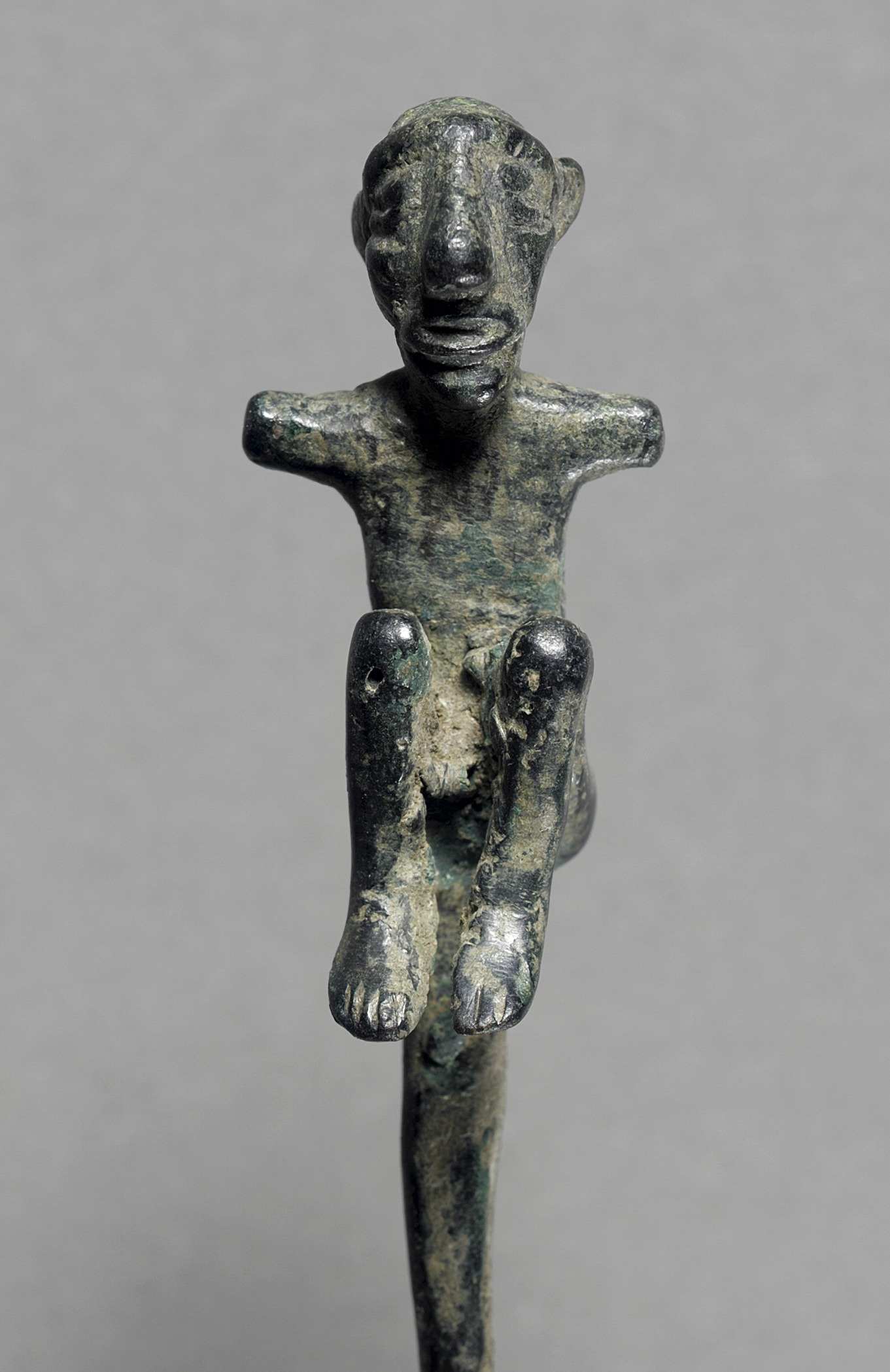
Testa di spilla con umano
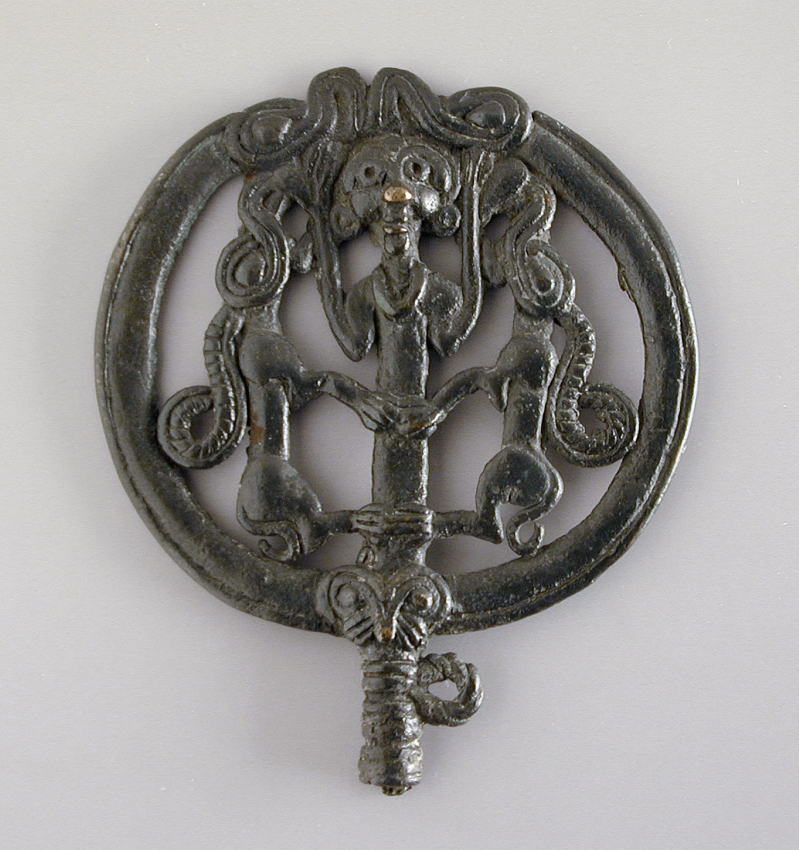
Testa di spilla con idolo classico
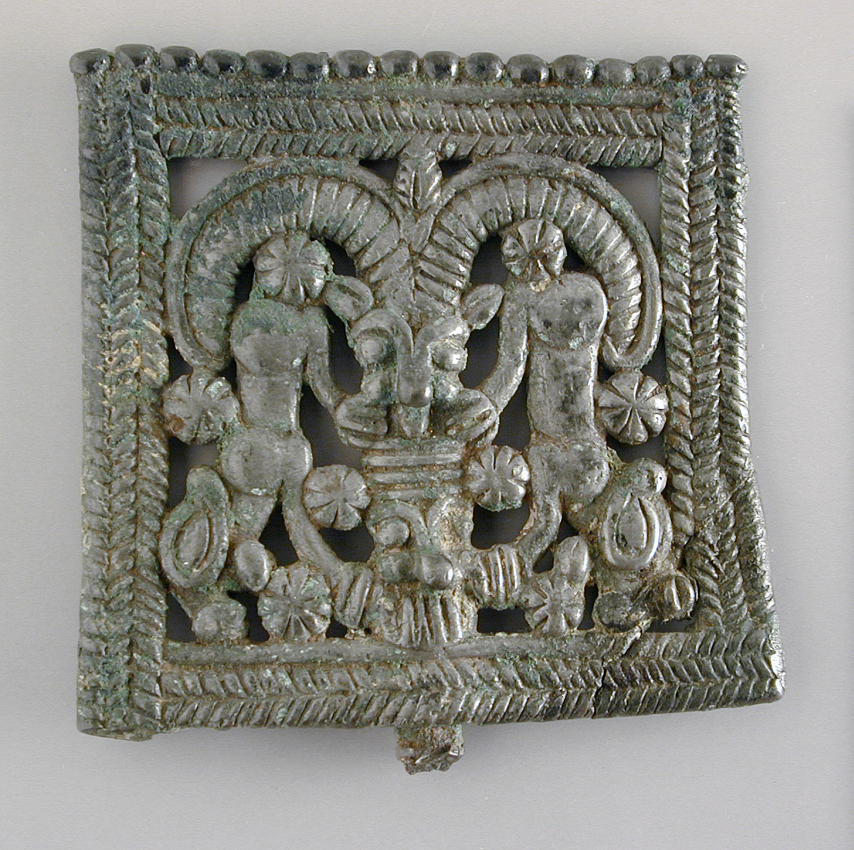
Testa di spilla
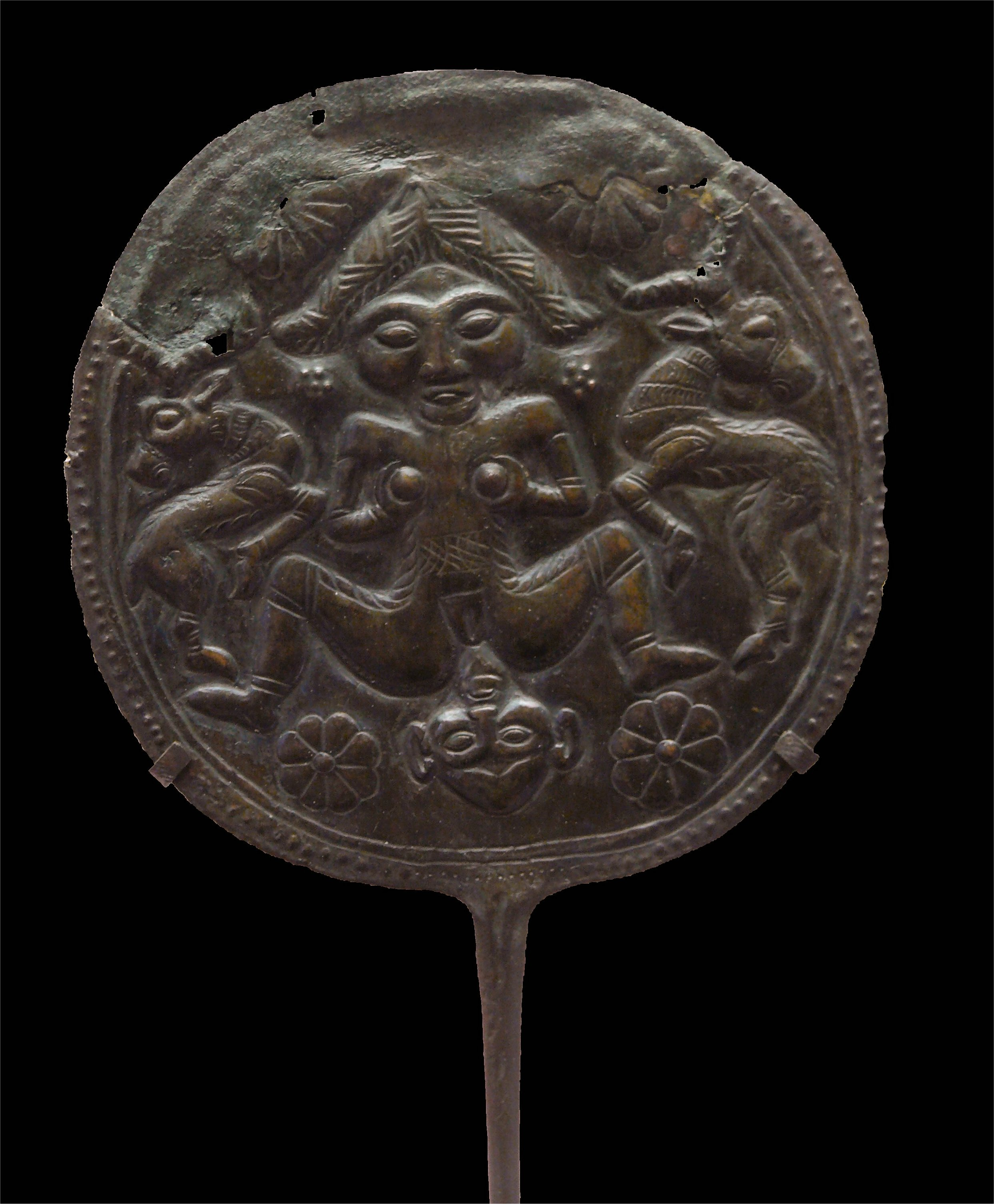
Disco con donna nell'atto di partorire, affiancata da antilopi
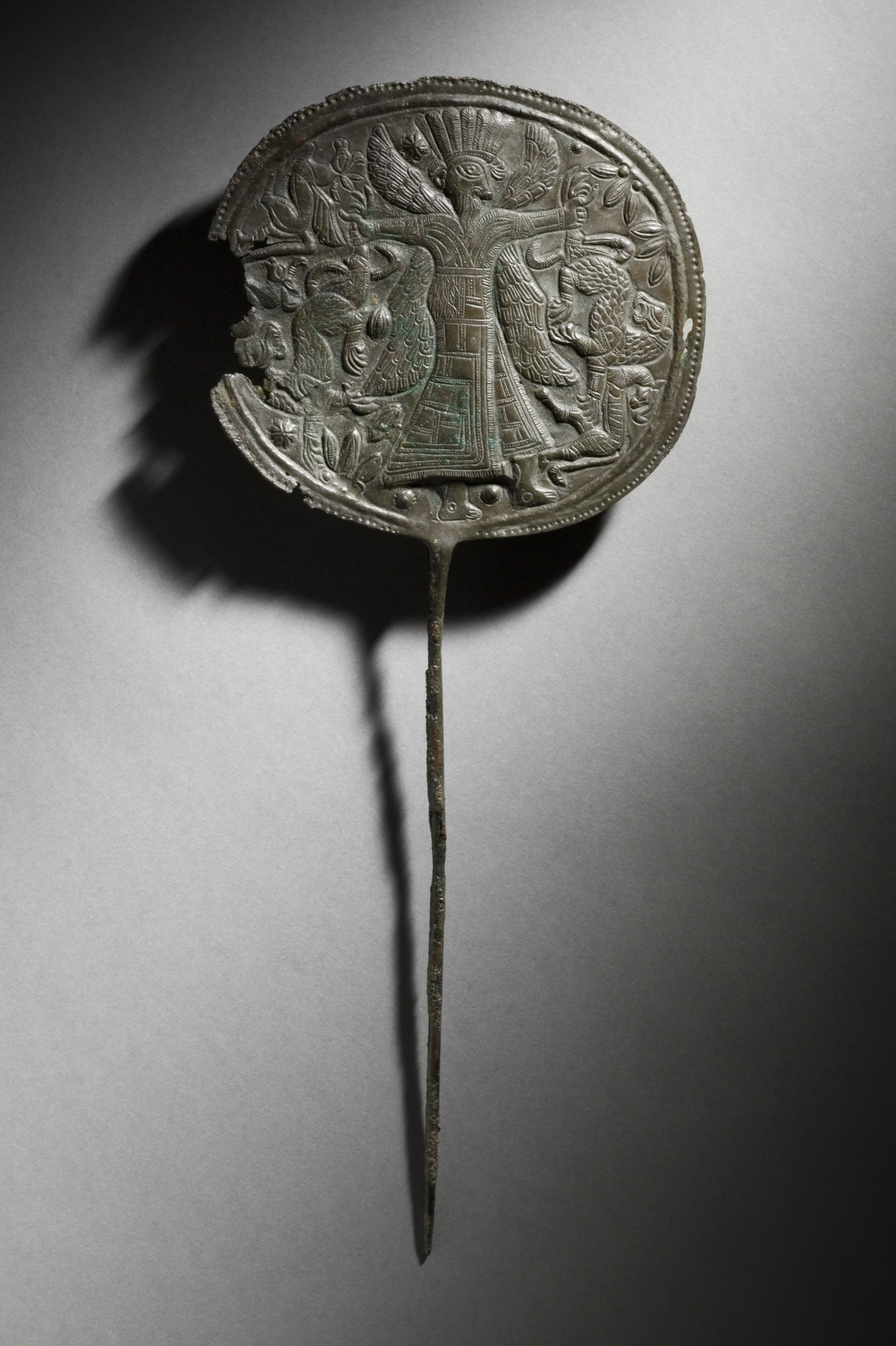
Divinità con testa di animale come "signore degli animali", che tiene due pantere per la coda
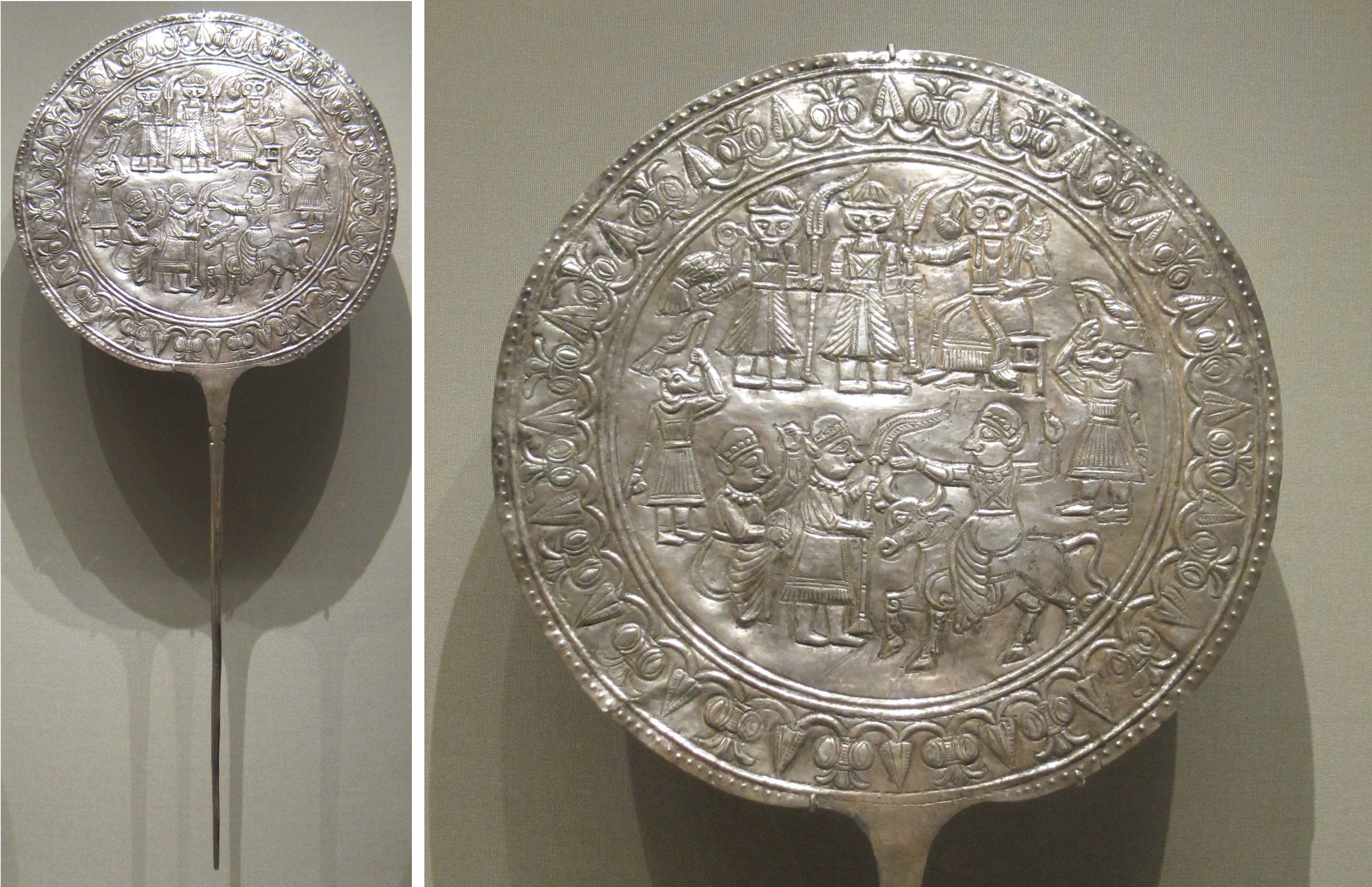
Insolita spilla d'argento con scena complessa
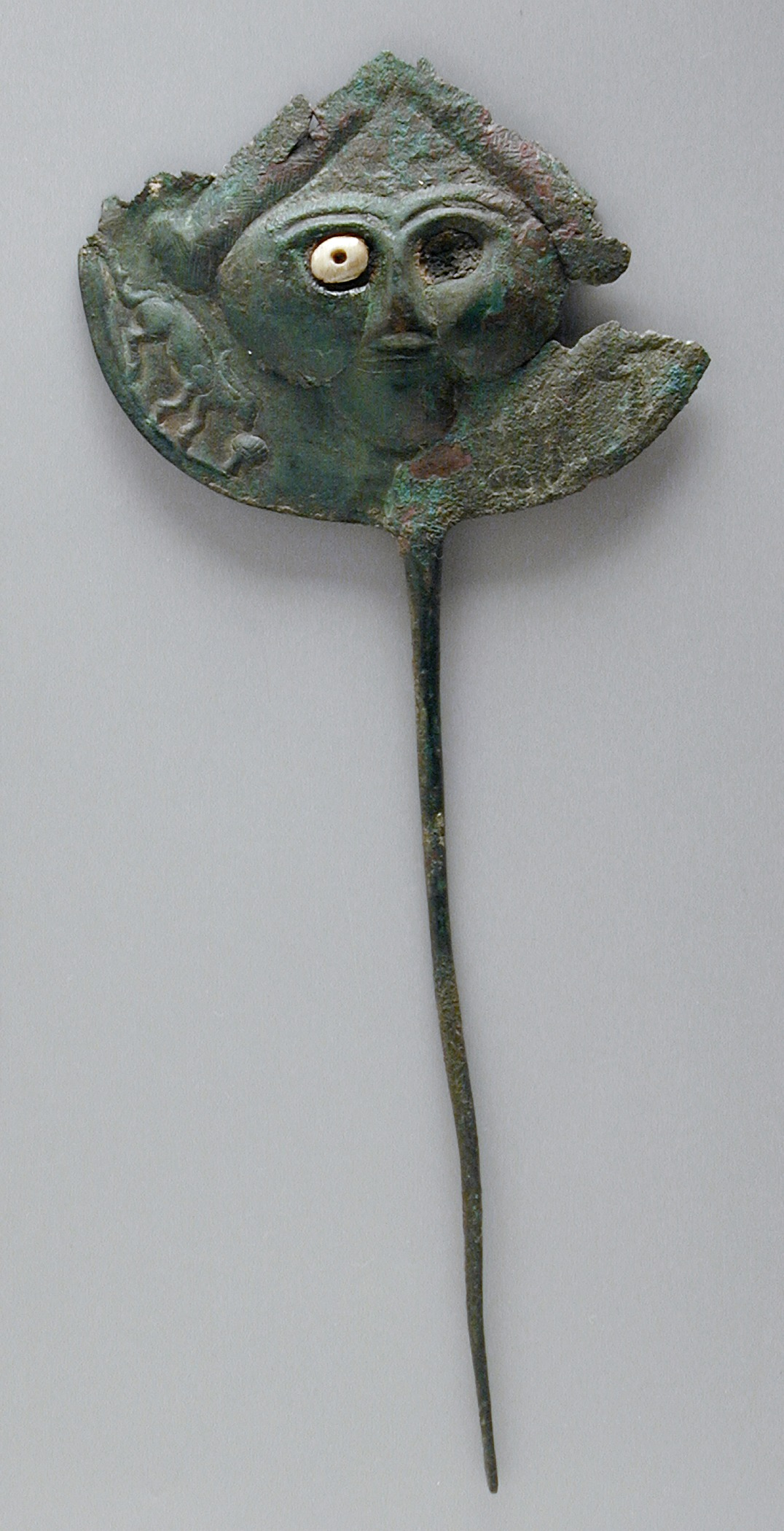
Testa di spilla; faccia con un solo occhio intarsiato restante

### Altri oggetti
Altri oggetti comprendono bronzi centrati su un grande anello, per lo più decorati con animali in modo simile ai "puntali" e pezzi di "morso". Questi forse facevano parte di finimenti per cavalli. Grandi pezzi con cavità si presume fossero usati in abbinamento ad una pietra per affilare armi. Altri pezzi, realizzati in lamiera, comprendono fogli per ricoprire le faretre, di solito divisi verticalmente in sezioni con piccole scene. Ci sono tazze e situle con fondo arrotondato. Le armi sono comuni, tra cui un tipo di "ascia a spilla" con diffusione di strisce o picchi dietro l'ascia; questi si trovano anche nelle versioni votive in miniatura. Alcuni esempi sembrano aver avuto "punte" progettate per essere usate in combattimento, mentre altri no. Una specie di lunga "alabarda" ha la testa di un animale arroccato nella parte superiore della lama, e picchi sull'altro lato. Gioielli in bronzo come anelli, bracciali e ciondoli da braccio o cavigliere, si trovano abbastanza facilmente.

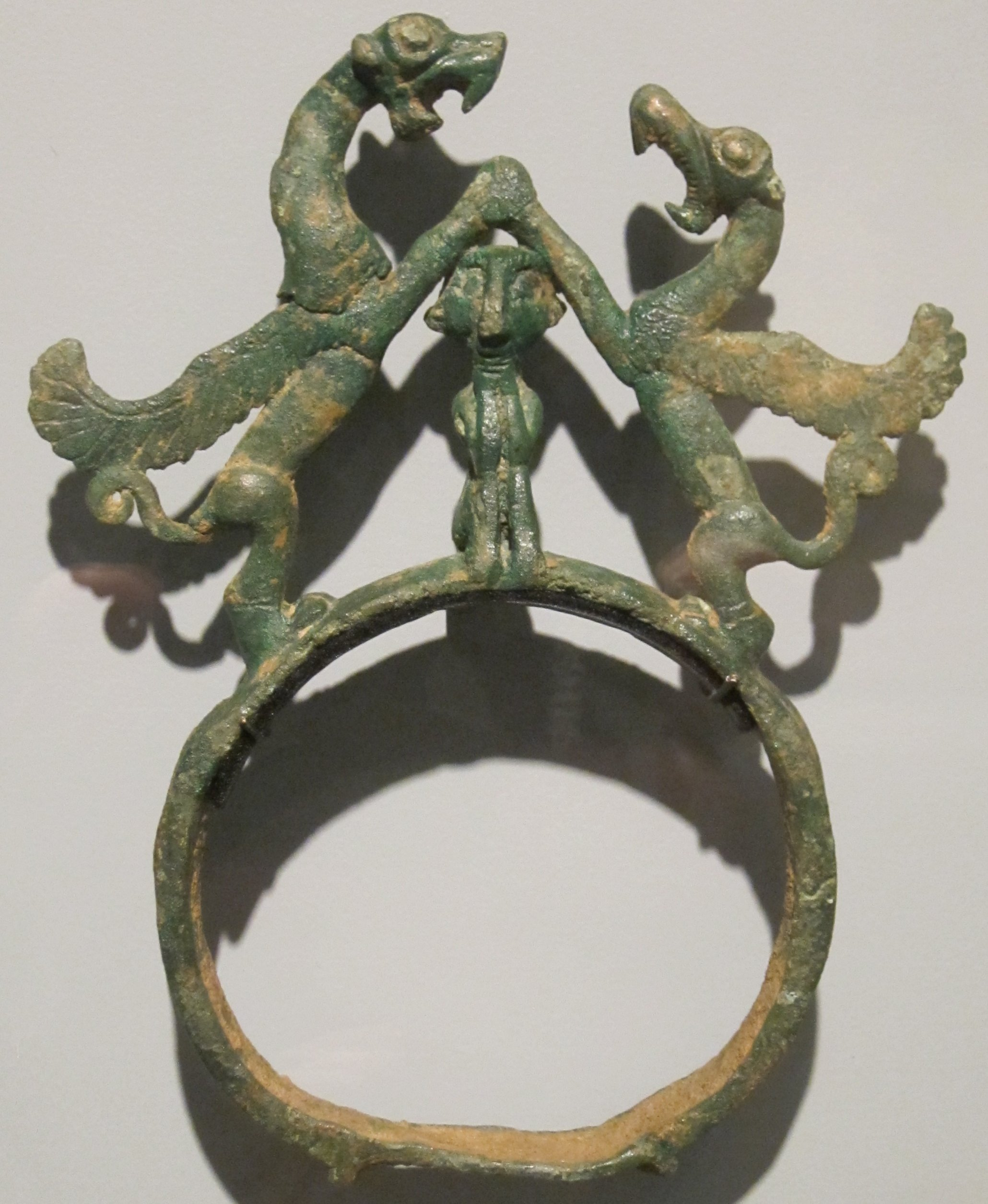
Anello per cablaggio?
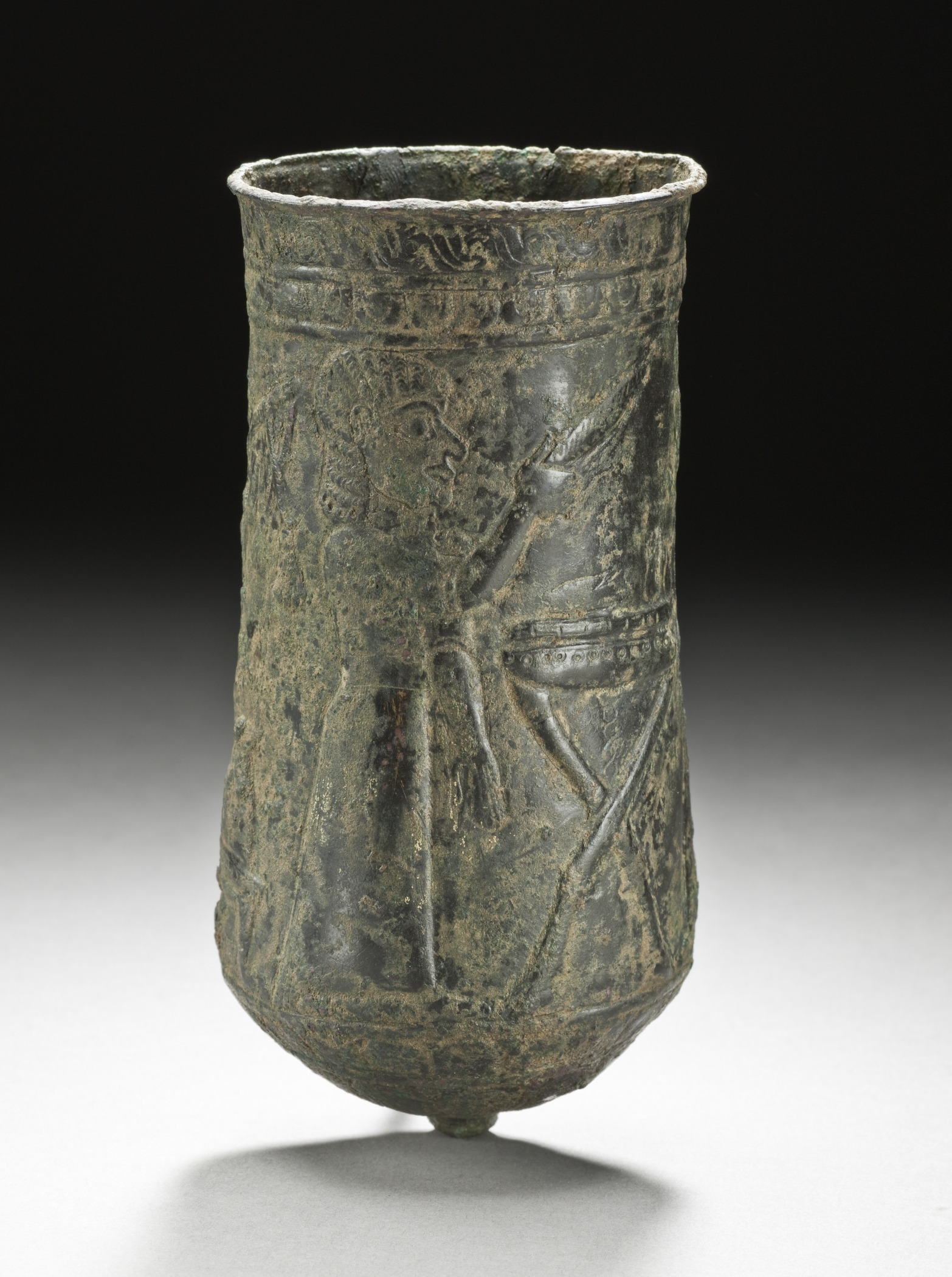
Bicchiere a capezzolo o situla
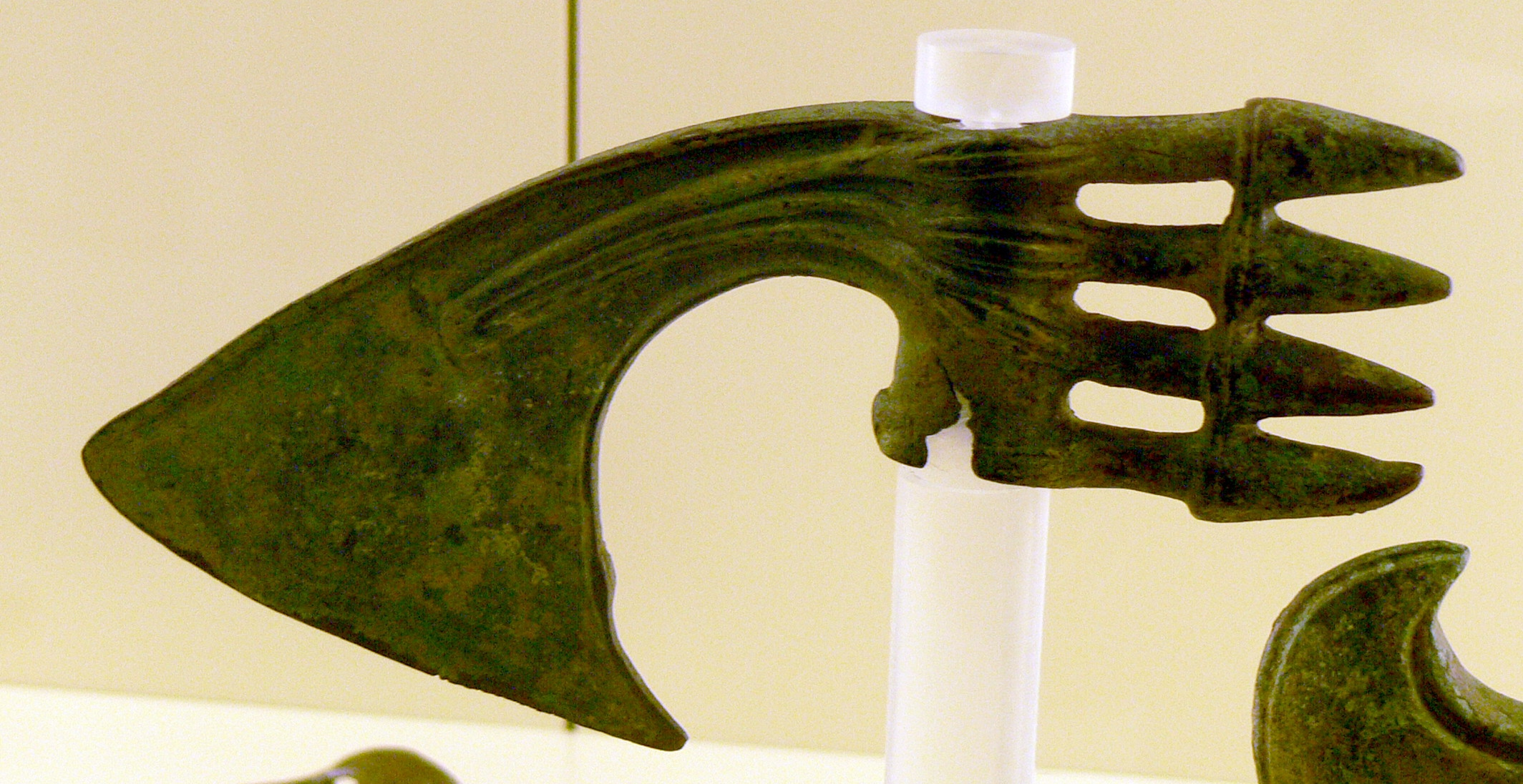
Ascia con punte
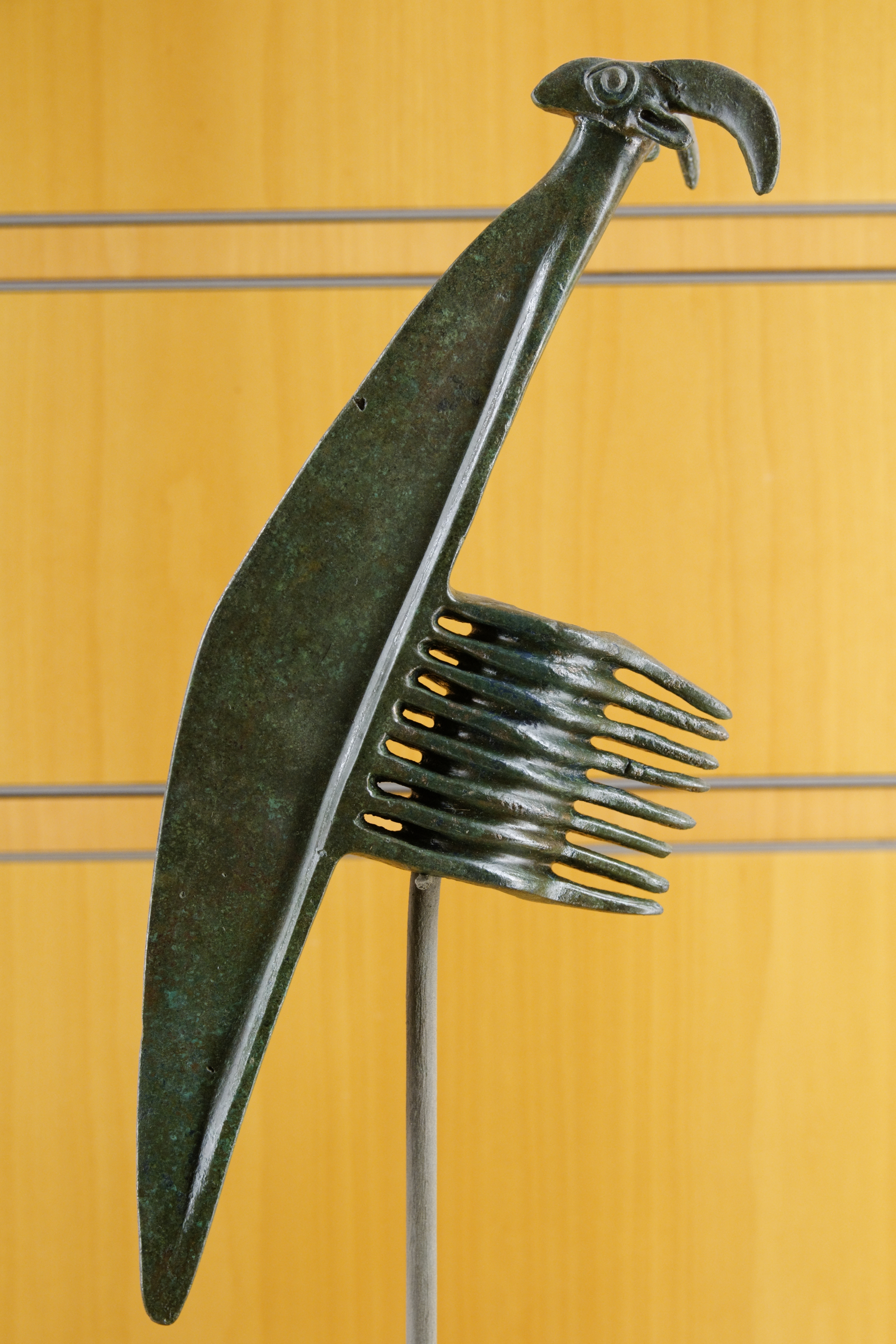
Punta di alabarda
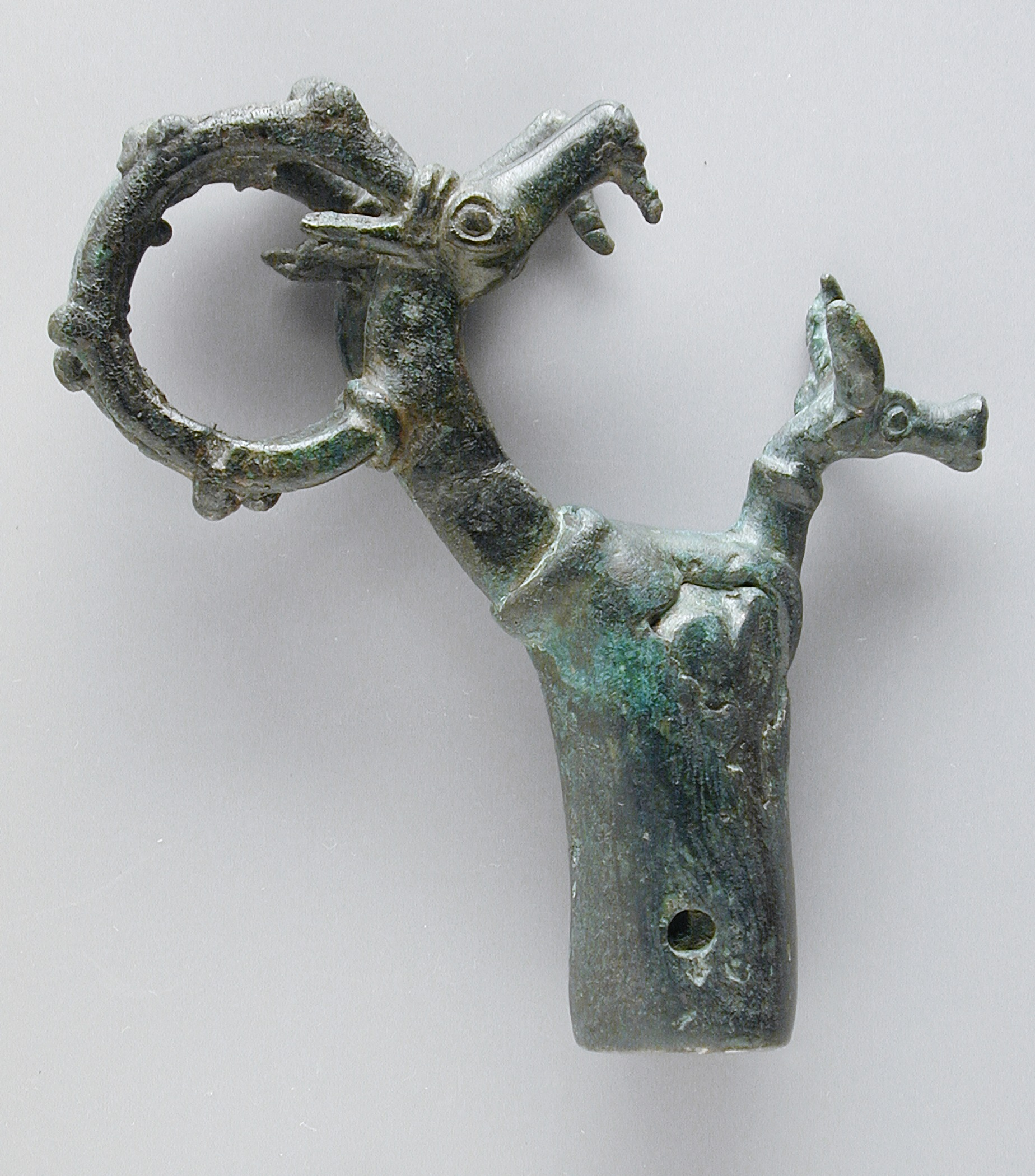
Supporto per pietra da affilare
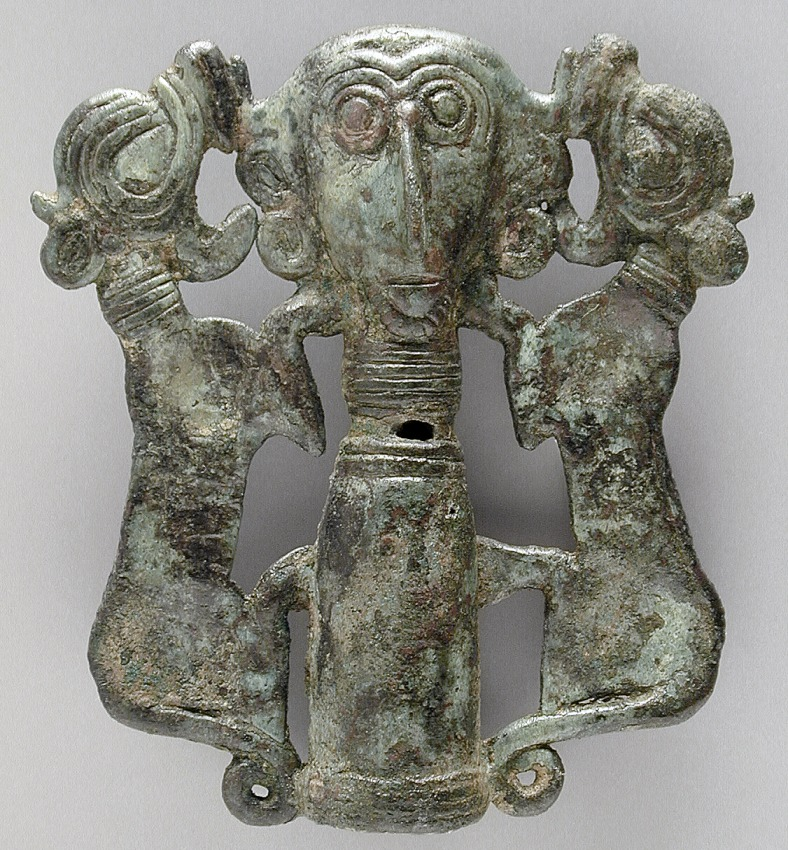
Supporto per pietra da affilare, signore degli animali